# Eva Švankmajerová
Eva Švankmajerová rozená Dvořáková (25. září 1940 Kostelec nad Černými lesy – 20. října 2005 Praha) byla česká surrealistická malířka, keramička, scénografka, básnířka a prozaička, manželka a spolupracovnice výtvarníka a filmového režiséra Jana Švankmajera. Její díla jsou reflexí konkrétních událostí i jejich vědomé a nevědomé, imaginární či snové reinterpretace.

## Životopis

### Raná léta a studia
Narodila se jako prostřední ze tří sourozenců v měšťanské rodině v Kostelci nad Černými lesy. Otec zde provozoval drogerii a později založil chemickou továrnu Cyklamen. Jako dvouletou ji rodiče poslali k babičce do Oseku, které měla nahradit ztrátu syna. Babička trpěla cyklickými depresemi. Od života již nečekala nic pozitivního a tyto pocity přenášela i na malou Evu. Ovlivnila tak negativně její rané dětství a byla příčinou, že Eva prožívala vše v životě v jakési předtuše kalamity a s neschopností žít bez konkrétního viníka. Přesto u ní byla Eva šťastnější než u rodičů, vzpomínala na babičku s láskou a později namalovala její portrét.
Literární tvorbu Evy Švankmajerové ovlivnila četba starých ročníků ženských časopisů Pražanka a List paní a dívek, které našla u své babičky. Pokleslý literární slovník a šroubovaná syntax těchto časopisů, půvab stupidních životních rad a mouder a melodramaticky kýčovitých výlevů se staly zdrojem imaginativního humoru jejích vlastních textů, ve kterých spontánně prolíná mravoličnou dikci s řečí záměrně plebejskou nebo pozdně normalizačně komunistickou.
Po válce se vrátila do Kostelce k rodičům, ale po celé období dospívání pociťovala silnou rivalitu se svými bratry. Potřeba vyvolat pozornost rodičů zřejmě souvisela i s přechodnou (snad hysterickou) hluchotou. Její psychický stav vyvolával neurotické projevy somatického typu, jako kulhání. Silný vnitřní konflikt mezi vědomím ženské predestinace a potřebou umělecké seberealizace v 16 letech vedl k pokusu o demonstrativní sebevraždu svítiplynem.
Od raného mládí kreslila a v letech 1954–1958 studovala na Průmyslové škole bytové tvorby řezbářství u prof. Václava Markupa a kresbu u prof. Vladimíra Landy. Jejím spolužákem byl Ivo Medek. V letech 1958–1962 studovala scénografii na Loutkařské katedře Akademie múzických umění u prof. Richarda Landera. Roku 1958 viděla absolventské představení Jana Švankmajera Král jelenem. Jan okamžitě vzbudil její zájem, ale vzápětí musel absolvovat vojnu a znovu se setkali až po dvou letech.

### 60. léta
Roku 1960 jako studentka pomáhala v Divadle masek s kašírováním masek při přípravě Švankmajerovy inscenace Škrobené hlavy. Hned na podzim téhož roku se za něj provdala a v roce 1963 se manželům narodila dcera Veronika. Roku 1964 se jako herečka a výtvarnice Černého divadla podílela na krátkometrážním filmu Poslední trik pana Schwarcewalldea a pana Edgara.
Roku 1964 vystavovala spolu s Janem Švankmajerem se skupinou Máj, roku 1966 byla zastoupena na kolektivní Výstavě mladých v Brně (ke kongresu AICA), samostatně vystavovala poprvé roku 1967 v Galerii mladých v Mánesu. Roku 1967 se oba manželé zúčastnili výstavy Fantasijní aspekty současného českého umění v Jihlavě a Praze a výstavy Prager Künstler v Linci, roku 1968 poslední výstavy skupiny Máj v Basileji (Austellung tschechischer Künstler).
Roku 1968 se manželé Švankmajerovi přestěhovali do renesančního domku na Novém světě, který zakoupili od Správy Pražského hradu. Společně podnikli cestu do Paříže, kde v té době probíhaly studentské demonstrace. Po návratu se domácí situace vyostřila, když StB začala stíhat signatáře manifestu Dva tisíce slov, který podepsal i Jan Švankmajer. Celá rodina se proto přechodně uchýlila do bytu animátora Pavla Procházky. Po srpnové okupaci roku 1968 Eva vyřídila doklady pro celou rodinou a přiměla je k emigraci do Rakouska. Jan Švankmajer zde natočil krátký film a pak se rozhodl vrátit domů. Eva chtěla chtěla využít pozvání do Spojených států, ale nakonec ho s dcerou následovala do Prahy.

### Normalizace a perzekuce
Roku 1969 měla autorskou výstavu v Písku. Ivo Medek přivedl na Výstavu mladých v ÚLUV kubánského surrealistu Jorge Camacha, kterého zaujaly obrazy Evy Švankmajerové. Navštívil ji v ateliéru, vyměnili si navzájem obrazy a pro Evu se stalo toto setkání zásadní událostí. Jan Švankmajer uspořádal pro Jorge Camacha promítání svých filmů a při té příležitosti se oba seznámili se surrealistickou skupinou kolem Vratislava Effenbergera. V době normalizace ztratila možnost vystavovat v oficiálních galeriích a ojedinělé výstavy jejích obrazů se uskutečnily v Německu, Lyonu nebo malých neoficiálních galeriích v Praze.
Roku 1970 se Švankmajerovi stali členy Surrealistické skupiny a Eva byla od té doby jakousi neformální „vedoucí”. Oba se podíleli na všech aktivitách surrealistické skupiny a roku 1972 se zúčastnili několika experimentů v ÚVN s euforizujícím plynem a LSD. Roku 1974 vyšly reprodukce jejích obrazů v pařížské surrealistické revue B.L.S. s textem Vratislava Effenbergera o jejím malířském díle.
Od poloviny 70. let si s Janem Švankmajerem zřídila v domě svého otce v Kostelci nad Černými lesy keramickou dílnu. Díla podepisují společným pseudonymem E.J.Kostelec (nebo J.E.Kostelec). V roce 1975 se Švankmajerovým narodil syn Václav, který se později stal autorem animovaných filmů. Roku 1976 se seznámila s Emilou Medkovou, která v té době obnovila spolupráci se Surrealistickou skupinou, a stala se její blízkou přítelkyní.
Roku 1979 připravovala pařížská galerie Le Triskéte výstavu čtyřiceti obrazů Evy Švankmajerové pod titulem Césarienne - Peintures (Císařský řez - obrazy), která byla nakonec zrušena. Vyšel k ní pouze litografický plakát a malý katalog s reprodukcemi a texty přeloženými do francouzštiny, které dokládají její přímý, sarkastický a krutý pohled na ženský úděl a ženské tělo. Ženevská revue Le La, vedená surrealistickým básníkem G. Dunantem, nabídla českým surrealistům uvedení falešného copyrightu švýcarského vydání pro jejich samizdatový sborník Otevřená hra, aby obešli komunistickou cenzuru.
Roku 1981 Švankmajerovi zakoupili zámek v Horním Stankově z 19. století, který objevili při hledání exteriérů pro film Zánik domu Usherů. Zcela zdevastovaný zámek, který předtím sloužil jako ubytovna sezónních romských dělníků, využili ke stavbě keramické pece a postupně proměnili v surrealistickou Kunstkameru. Roku 1983 se měla konat společná výstava českých surrealistů na hradě Sovinec. Den před vernisáží ji dva příslušníci StB úředně zakázali jako "nepovolenou akci". Vyšel pouze malý samizdatový katalog. Roku 1985 se konala malá výstava obrazů Evy Švankmajerové v Junior klubu. Neznámý vandal zde rozřezal šest pláten, mj. obraz Menstruace (1977). Pod názvem Utajené vary vystavila roku 1987 obrazy, kresby, grafiky, koláže, objekty a spolupráci na filmech Jana Švankmajera v belgickém Bruselu a Tournai. Výstavu částečně zcenzurovalo Artcentrum, které nepovolilo vystavit obrazy Emigrace a Rébus 2.

### 90. léta - 2005
S pádem komunismu nezmizela její obecná skepse vůči společnosti, když jedno odcizení nahradilo jiné a podřízenost stranické kulturní linii vystřídala závislost na tržních mechanismech. Možnost svobodně prezentovat svá díla jí dodala energii, ale nijak neumenšila osobní revoltu, která ji provázela od dětství. Jako bytostná individualistka se nikdy nehlásila k feminismu, ale odmítala zažité role (služné) ženy ve společnosti a svůj nelaskavý, ironický až krutý humor často obracela i k sobě samé.
Od roku 1990 začal opět vycházet časopis surrealistického okruhu Analogon, ve kterém měla Eva od druhého čísla pravidelně své příspěvky. V Paříži se koná retrospektivní výstava Analogon 1969-1990, kde je zastoupena svými obrazy. Roku 1991 mají Jan a Eva Švankmajerovi společnou výstavu Kontaminace smyslů v Annecy při příležitosti Mezinárodního festivalu animovaných filmů.
Roku 1994 spolupracovala jako výtvarnice na celovečerním filmu Lekce Faust a spolu s Janem Švankmajerem obdržela cenu Český lev za "Nejlepší výtvarný počin roku". V 90. letech vystavovala v Cardiffu, Welshpoolu, Hannoveru, Güterslohu, Sitges, Telluride v USA.
Roku 1996 se v několika evropských městech (Londýn, Varšava, Krakov) konala velká výstava děl Evy Švankmajerové a Jana Švankmajera Hmat, Arcimboldo, Vanitas. Francouzští filmaři Michel Leclerc a Bertrand Schmitt začali v Praze připravovat koncepci a scénář celovečerního dokumentu Les Chiméres des Švankmajer, který měl premiéru roku 2 000. Další výstava 61 děl obou manželů proběhla roku 1997 v Londýně a ve stejném roce byla Eva zastoupena na výstavách Národní galerie v Praze a Galerie hlavního města Prahy. Roku 1998 se velké výstavy obou manželů konaly v několika krajských městech a vyšla monografie Anima Animus Animace - EvaŠvankmajerJan, mezi filmem a volnou tvorbou.
Za film Otesánek obdrželi Eva a Jan Švankmajerovi roku 2001 cenu Český lev za nejlepší výtvarné řešení a za filmový plakát. Roku 2001 vystavuje sama nebo s Janem Švankmajerem v Praze (katalog nakl. Vltavín), ve Vídni, v La Rochelle, Rotterdamu, 2002 v Annecy, Charleville-Mézières, Paříži, 2003 v Paříži, Parmě, 2004 v Bruselu. V červnu 2004 byla zahájena velká retrospektivní výstava Jana a Evy Švankmajerové s názvem Jídlo v Jízdárně Pražského hradu a na podzim 2005 mají oba výstavu v Japonsku.
Roku 1996 diagnostikovali Evě Švankmajerové karcinom prsu a od té doby musela podstoupit opakovaně komplikovanou léčbu. S onemocněním se vyrovnávala svou tvorbou, která měla často velmi osobní téma (EŠ: Všeho do času, pastel, 1997). Nakonec svému onemocnění podlehla 20. října 2005.
Roku 2006 byla in memoriam spolu s dcerou Veronikou oceněna za film Šílení dalším Českým lvem (za Nejlepší výtvarný počin a plakát). V témže roce Galerie Václava Špály zahájila výstavu Eva Švankmajerová: Deník 1963-2005 a nakladatelství Arbor vitae vydalo její monografii.
Jan Švankmajer natočil roku 2020 dokumentární film Alchymická pec, kam zařadil archivní záběry s Evou Švankmajerovou. Film se stal vyznáním lásky k zemřelé ženě.

## Dílo
Pro literární i výtvarná díla Evy Švankmajerové je charakteristický imaginativní humor, který čerpá z nejrůznějších zdrojů – od prvorepubikových dámských časopisů, přes absurdní transkripci soudobé frazeologie stalinské epochy až po odlidštěný provoz civilizace moderní doby. Přirozenou součástí díla Evy Švankmajerové jsou opakované ironické úvahy na téma „ženský úděl“ a sarkastické komentáře ke vzájemným, často vyprázdněným a formalizovaným vztahům žen a mužů. Není to pro ni primárně téma feministické. Těžiště problému spatřuje v nejintimnějších zkušenostech erotického partnerství a vlastního rodinného života. Milostná dialektika je latentně přítomná a někdy explicitně manifestovaná v jejích literárních (Jeskyně Baradla, 1995) i výtvarných dílech (Pocta markýzi de Sade, majolika, 1995). Jan Švankmajer ve svém vyznání Evě napsal: „mám slabost pro Tvoje obrazy, pro ten malovaný deník našeho života, který je otevřený jako sezam a zároveň rafinovaný jako čínská kuchyně“.
Vratislav Effenberger řadí její dílo do svého teoretického konceptu surrealistické negace negace. Dominantu osobnosti Evy Švankmajerové shledává v jejím nenávistném poměru vůči konzumní společnosti, personifikovaném růžovou ženskou bachyní, stejně tupou jako snaživou. Intenzita této negace je přímo úměrná touze po zázračnu, které tato konzumní snaživost defrauduje. Romantická potřeba obrany jakési elementární čistoty vede Evu Švankmajerovou k dialektické očistě, která je schopna zhnusovat hnus, málem považovaný za normu.
Ve své Kronice práce a odpočinku Švankmajerová toto téma, které je osobní i nadčasové (obrana důstojnosti přírody) konkretizuje a označuje přímo to, co nenávidí - tučné traktoristky v šátcích, výjevy z továrních hal, tkadleny, bandasky, motyčky. Nedává tím najevo jen nereflektovanou zlobu či programovou skepsi, ale její hněv je zároveň třeba vnímat jako sebeobranu ve smyslu existenciálním, v jejím případě i sebeobranu před vlastními nejistotami, úzkostmi a agresemi (Existenciální chvilka, 1978). Zřetelně a adresně je tento výlev hněvu zaznamenán v jejím textu Portrét.

### Obrazy, kresby, grafika
Švankmajerová vystudovala řezbářství a scénografii a malovat začala soustavně až kolem roku 1963. Její výtvarný styl se od téměř neokubistické figurace (Žena I, Žena II, 1963) vyvinul postupně ke stylizovanému pseudonaivismu, ovlivněnému Celníkem Rousseauem, a v 70. letech k neoexpresionismu, který se po formální stránce blíží německému hnutí Neue Wilde. Inspirovalo ji naivní a folklórní umění, ilustrace pohádek, ale i rébusy, hádanky a slovní hříčky.
Její výtvarné cítění však ideově tkví v surrealismu a rozvíjí se svobodně, bez jakýchkoli formálních omezení. Je především malířkou a básnířkou vztahů, napětí, rolí, rituálních a pseudorituálních chování a komunikace mezi lidmi (Kdo to čte je vůl, 1973). Jako portrétistka nahlíží a ilustruje život a svět skrze svůj nejvlastnější a nejosobnější osud, často maluje i fantaskní, humorné a sebeironické autoportréty.Sama erotická zvídavost se na plátnech Evy Švankmajerové mění v básnickou posedlost, v dobrodružné romány, ve vášeň pro všechny druhy krajnosti i tajemství.
Eva Švankmajerová získala výtvarné vzdělání především v oblasti užitého umění a inspiraci čerpala v pouťovém a naivním umění, které ji vedlo k zjednodušenému vyobrazení postav, předmětů a prostředí. Sama uvádí, že záměrným naivismem se vymezovala proti expresivní materiálové abstrakci z počátku 60. let. Od poloviny 60. let vznikal její obrazový cyklus Rébusy, v nichž využívá slovních hříček, lidových rčení, přísloví a citátů a sarkasticky převrací smysl politických a vlasteneckých sloganů.

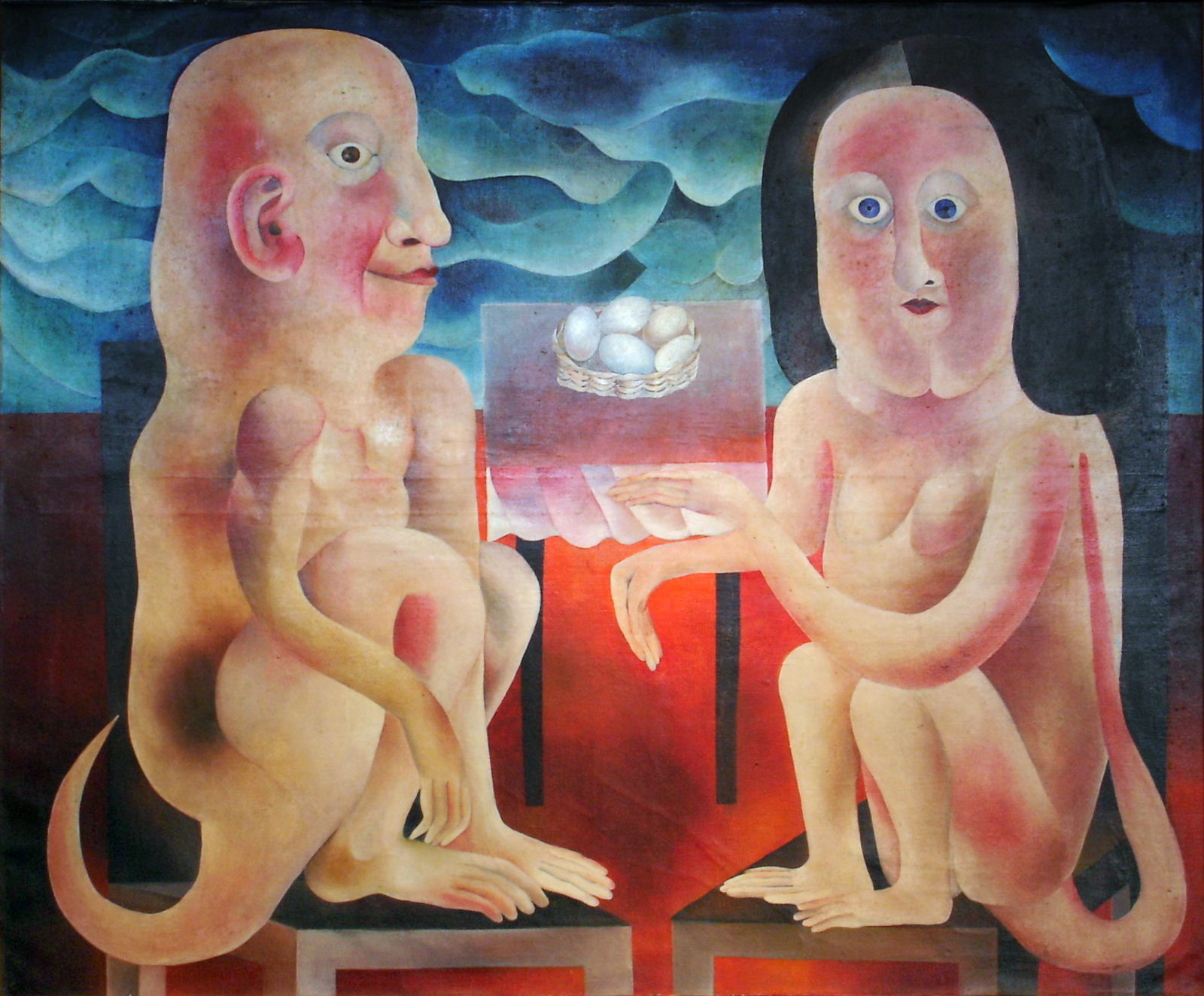
Opice Alki, 1966, olej 110x131 cm
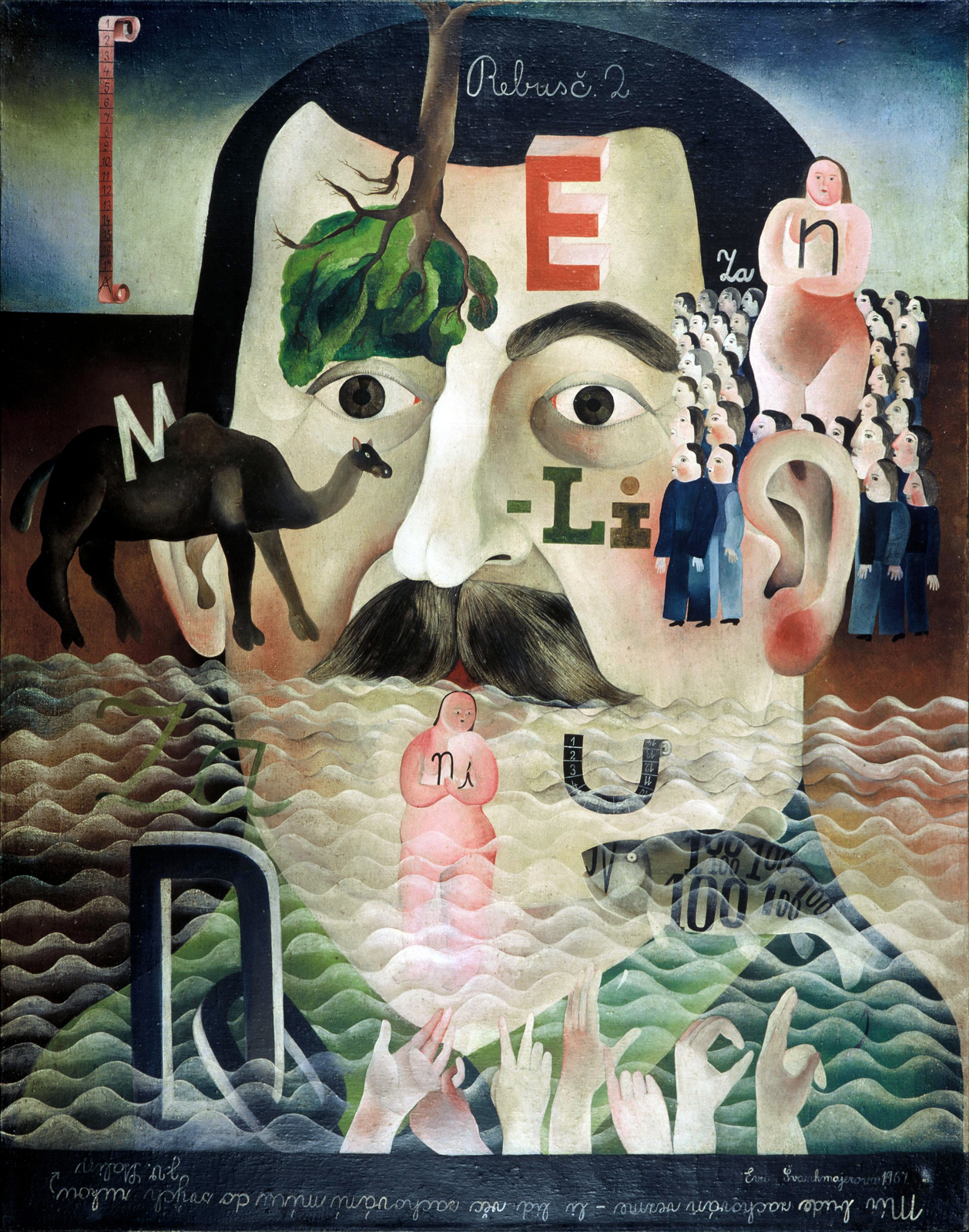
Rebus č.2. Mír bude zachován vezme-li lid věc zachování míru do svých rukou - J.V.Stalin, 1967, olej 126x99 cm
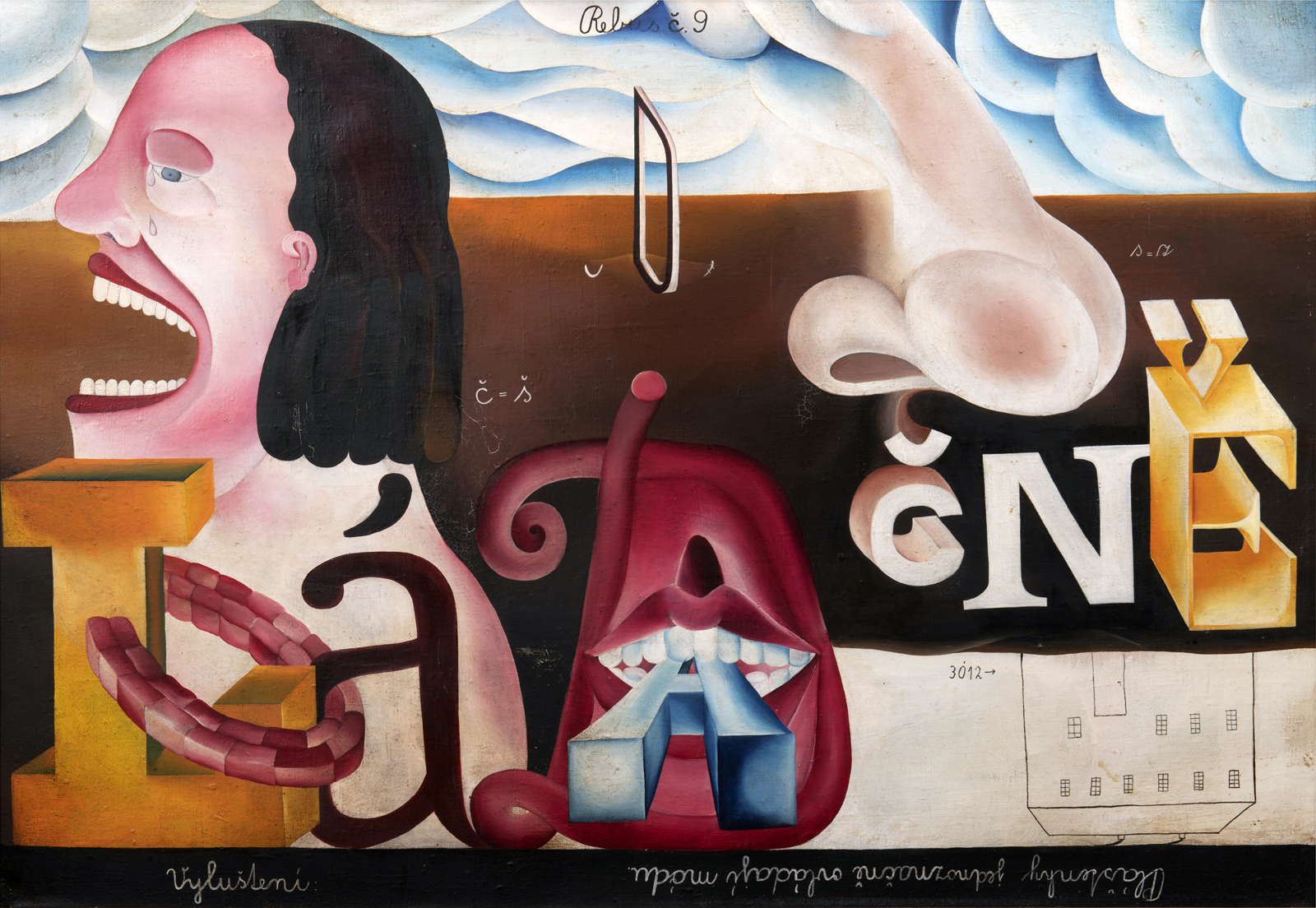
Rebus č.9 (Pláštěnky jednoznačně ovládají módu), 1968, olej 66x95 cm
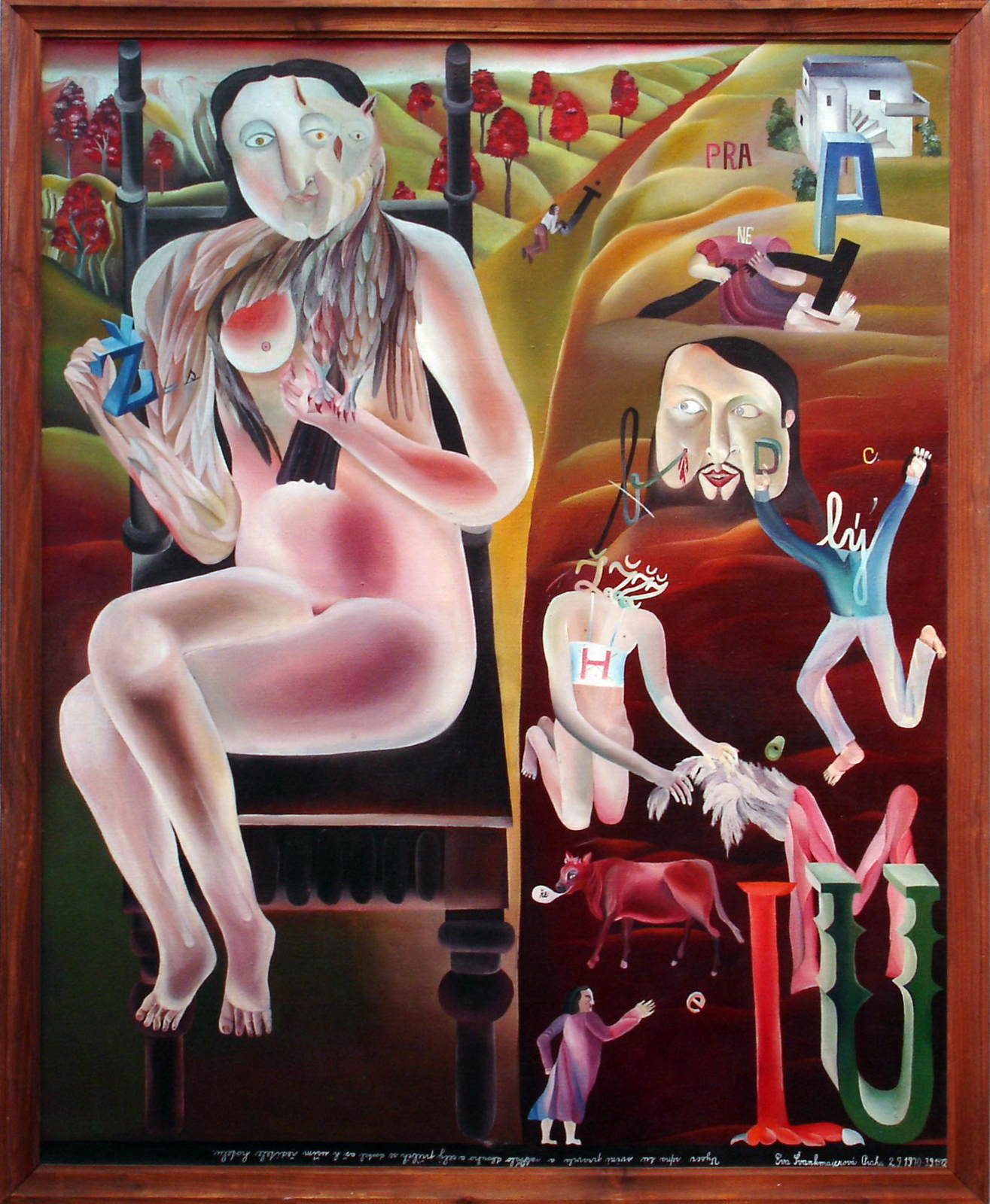
Vyser se na tu svini pravila a netrvalo dlouho a celý příběh se dostal až k uším ředitele hotelu, 1970-1972, olej 130x105 cm
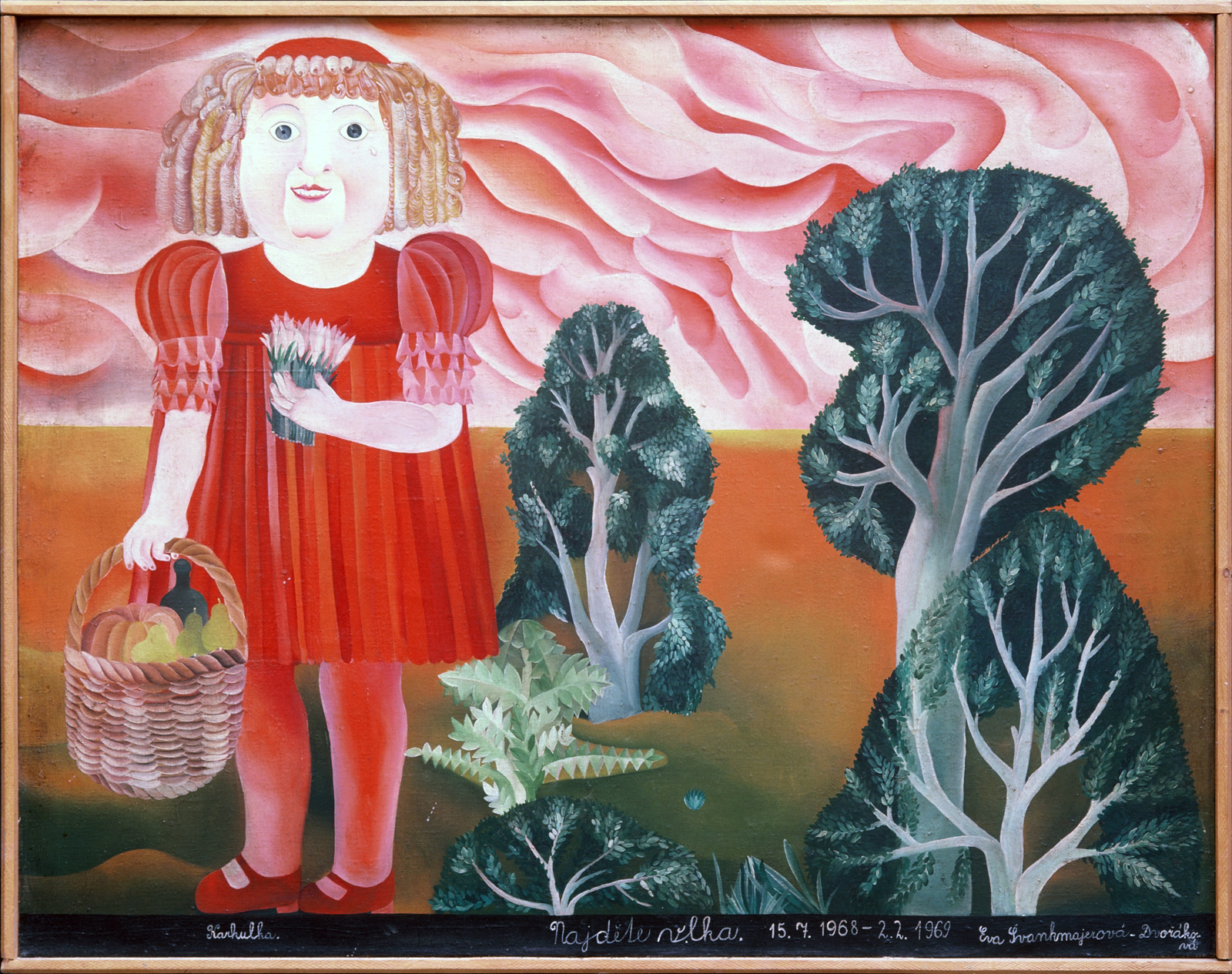
Karkulka. Najděte vlka, 1968-1969, olej

Poprvé na sebe upozornila koncem šedesátých let svým Emancipačním cyklem – variacemi na známé obrazy Botticelliho, Maneta a Rubense, na nichž nahradila ženské postavy mužskými (Spící Venouš, 1967, Zrození Venouše, 1968, Snídaně v trávě, 1968, Únos synů Leukippových, 1969), kterými vyjádřila osobní vzdor sitace ženy-umělkyně v mužském světě, nebo odlehčenými parafrázemi stylu jiných malířů (Návštěva raného Picassa u van Gogha v Arles, 1970). Postupně vytváří zvláštní kontrast mezi zdánlivě naivním výtvarným jazykem a tématy, v nichž se ženskou senzibilitou a surrealistickým humorem pojímá vlastní tělesnost, porod, mateřství, domov, vaření, postel, krajinu, samotu, emigraci i pád z okna (Postel, 1976, Emigrace, 1981). Od druhé poloviny 70. let opouští jednoduchou narativnost a znakovost a seskupuje figury do nevídaných a překvapivých celků. Expresivnost barev, syrová otevřenost a nový styl malby bez ohledu na kompoziční pravidla dodává obrazům strhující dynamiku. V letech 1979-1980 maluje cyklus obrazů s postavami v pohybu metamorfujícími do různých složek obrazové scenérie (Panika, Běženci) a zahajuje práci na cyklu Utajené vary.

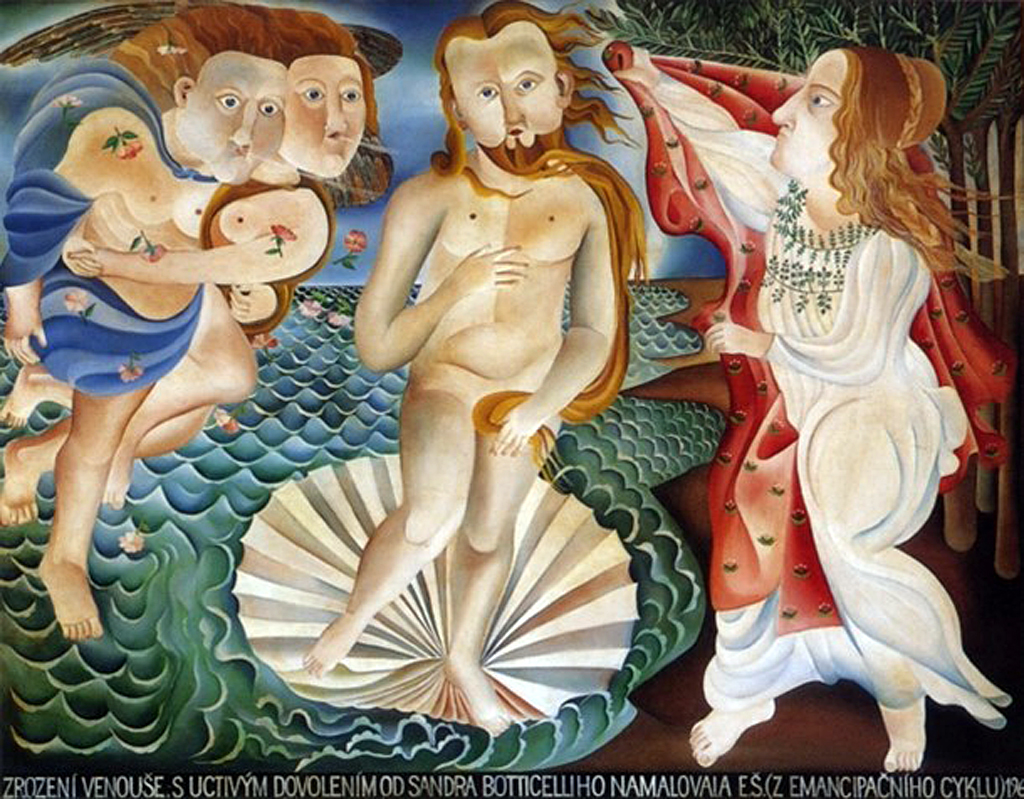
Zrození Venouše s laskavým svolením Sandra Botticelliho, 1968, olej 120x150 cm
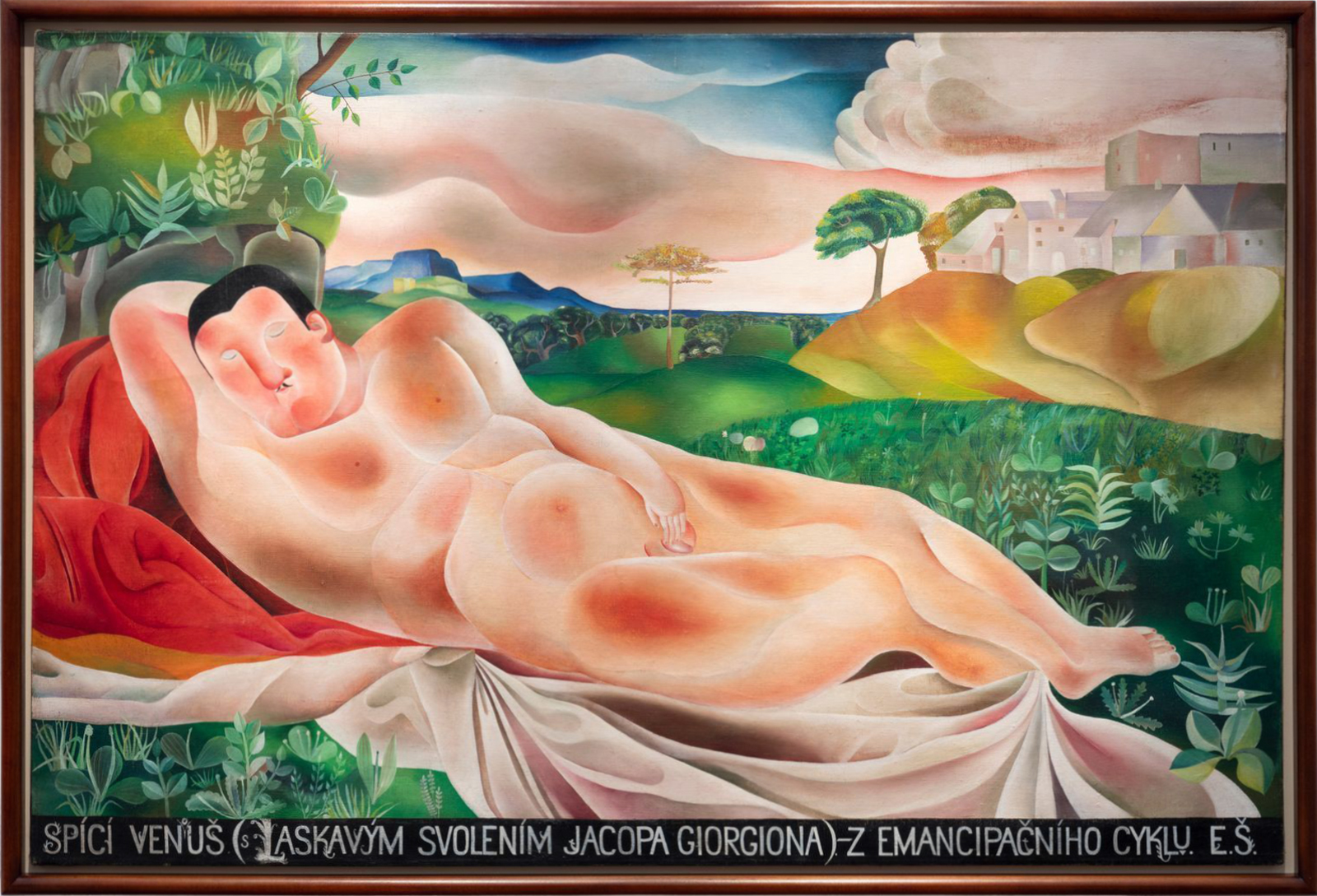
Spící Venouš, 1969, olej 84x125 cm
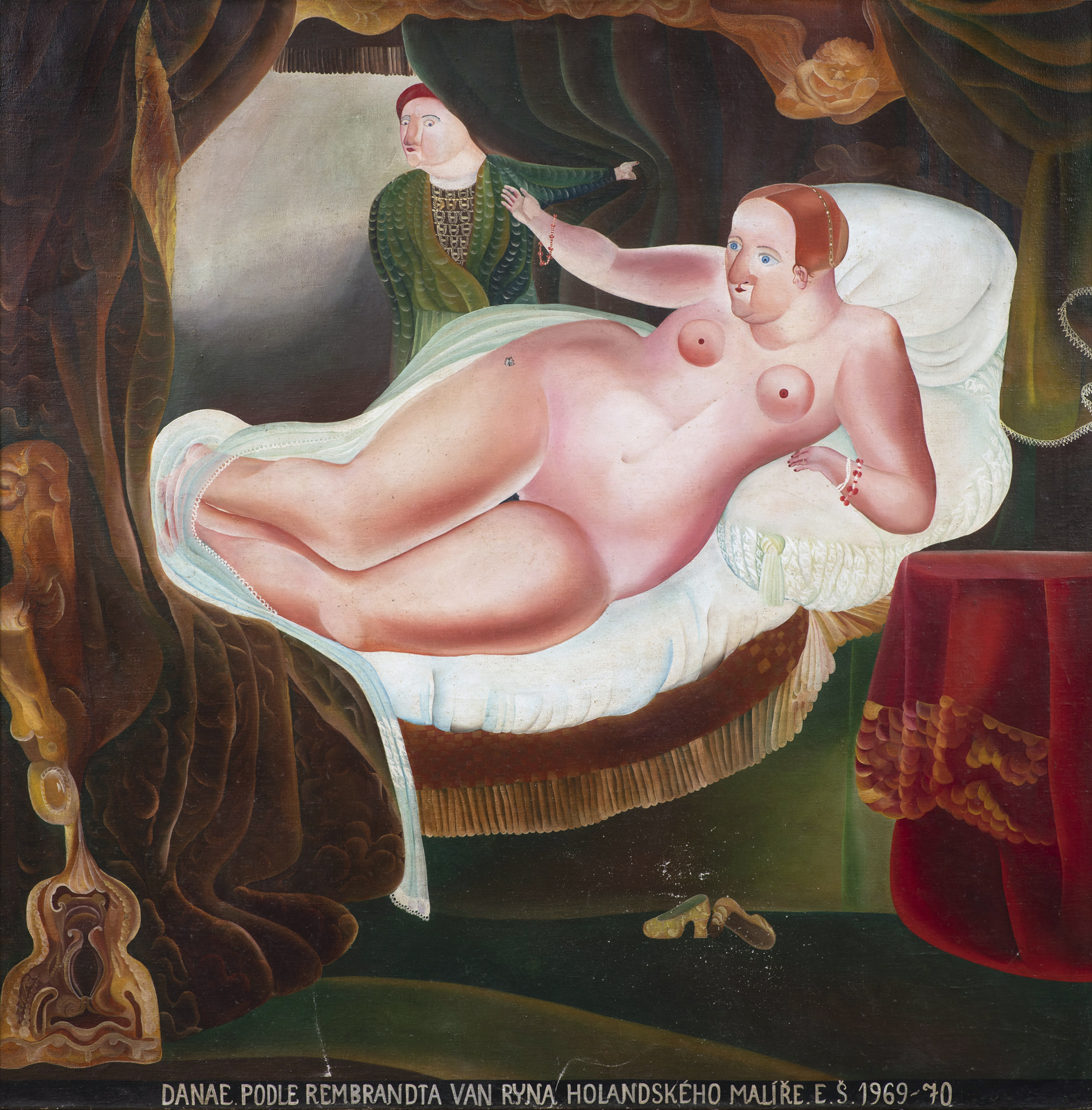
Danae podle Rembrandta van Ryna, holandského malíře, 1969-1970, olej 150x150cm
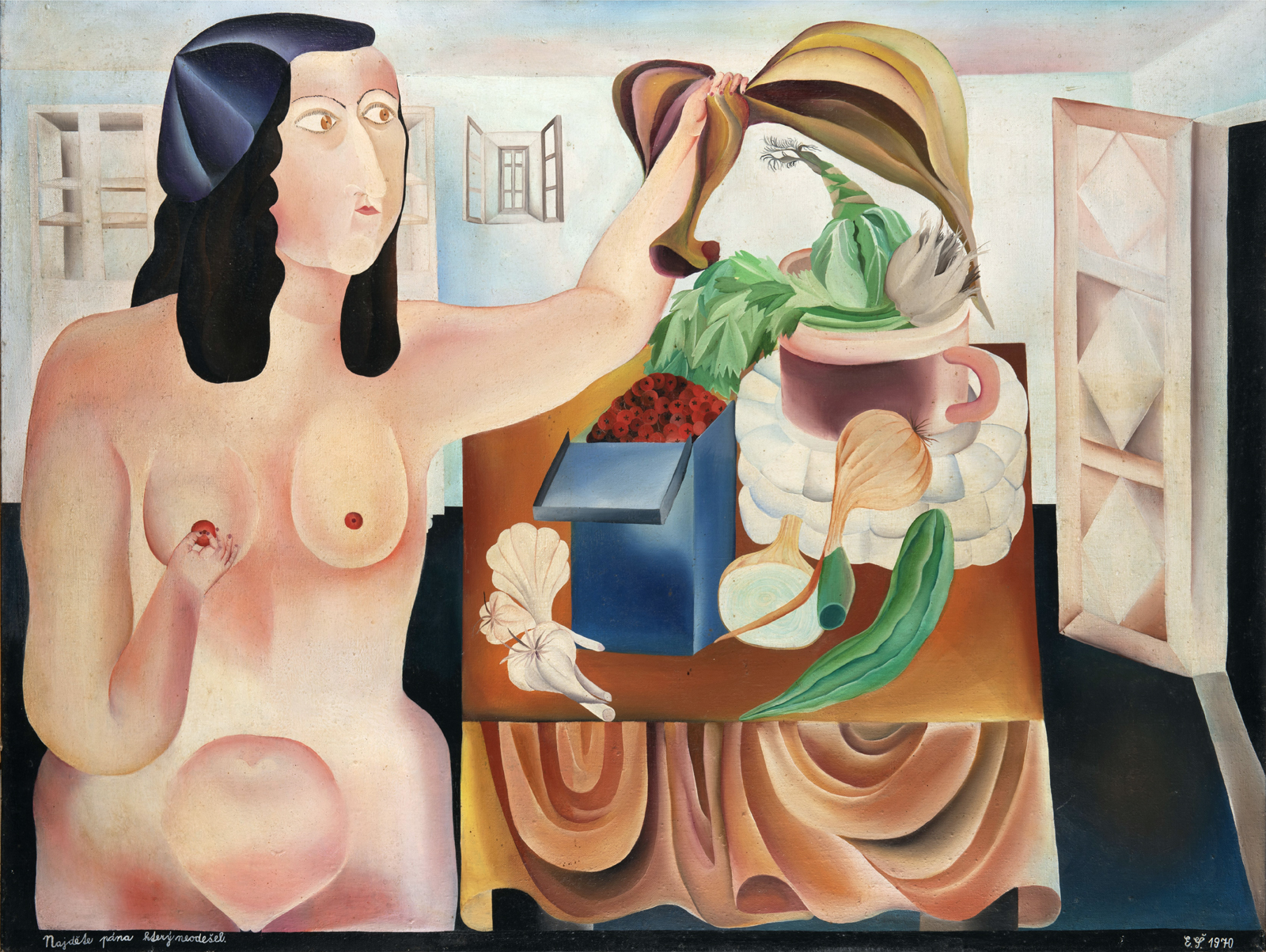
Najděte pána, který neodešel, 1970, olej 75x100 cm
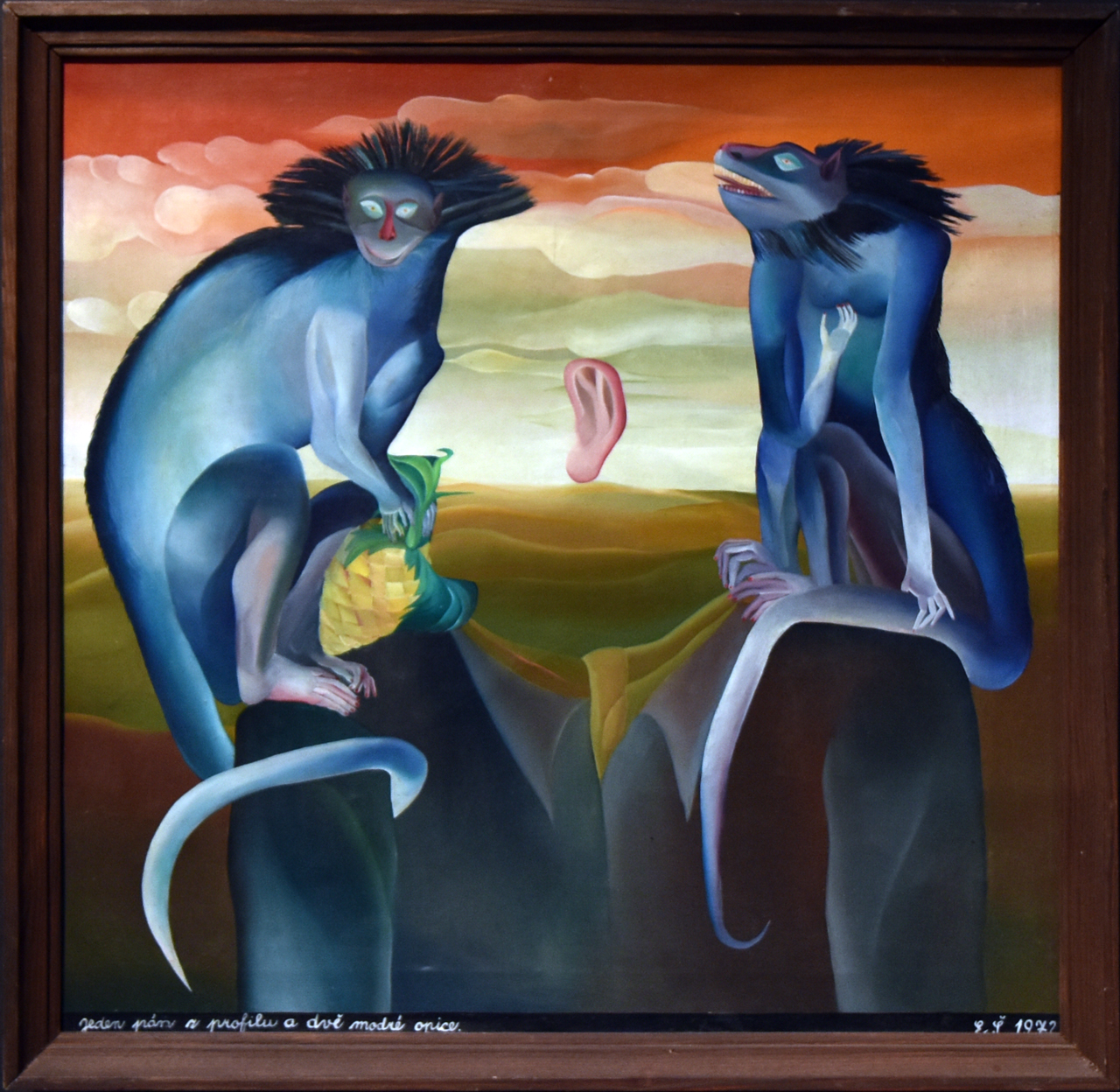
Jeden pán z profilu a dvě modré opice (1972)
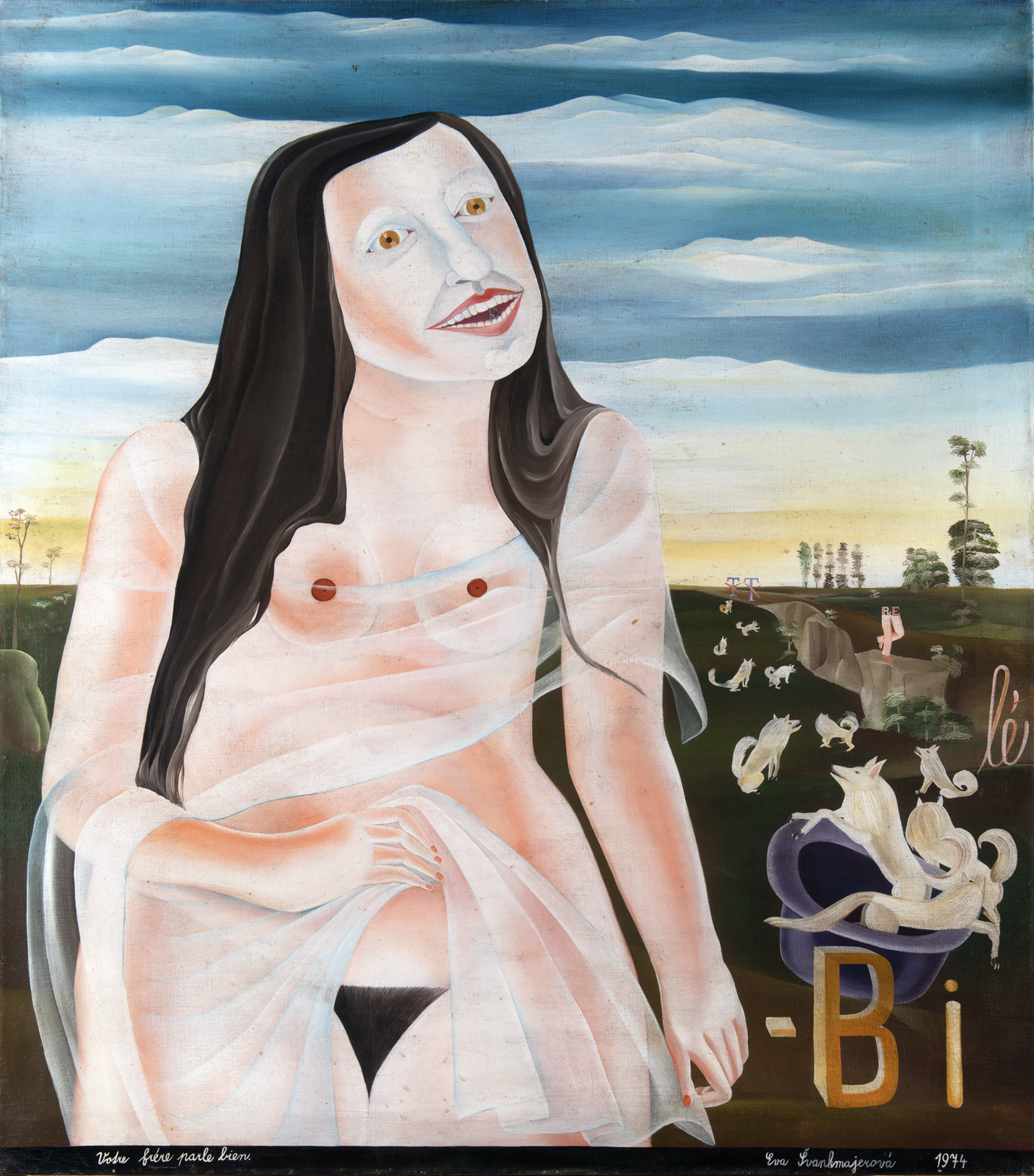
Votre frere parle bien, 1974, olej 85x75 cm
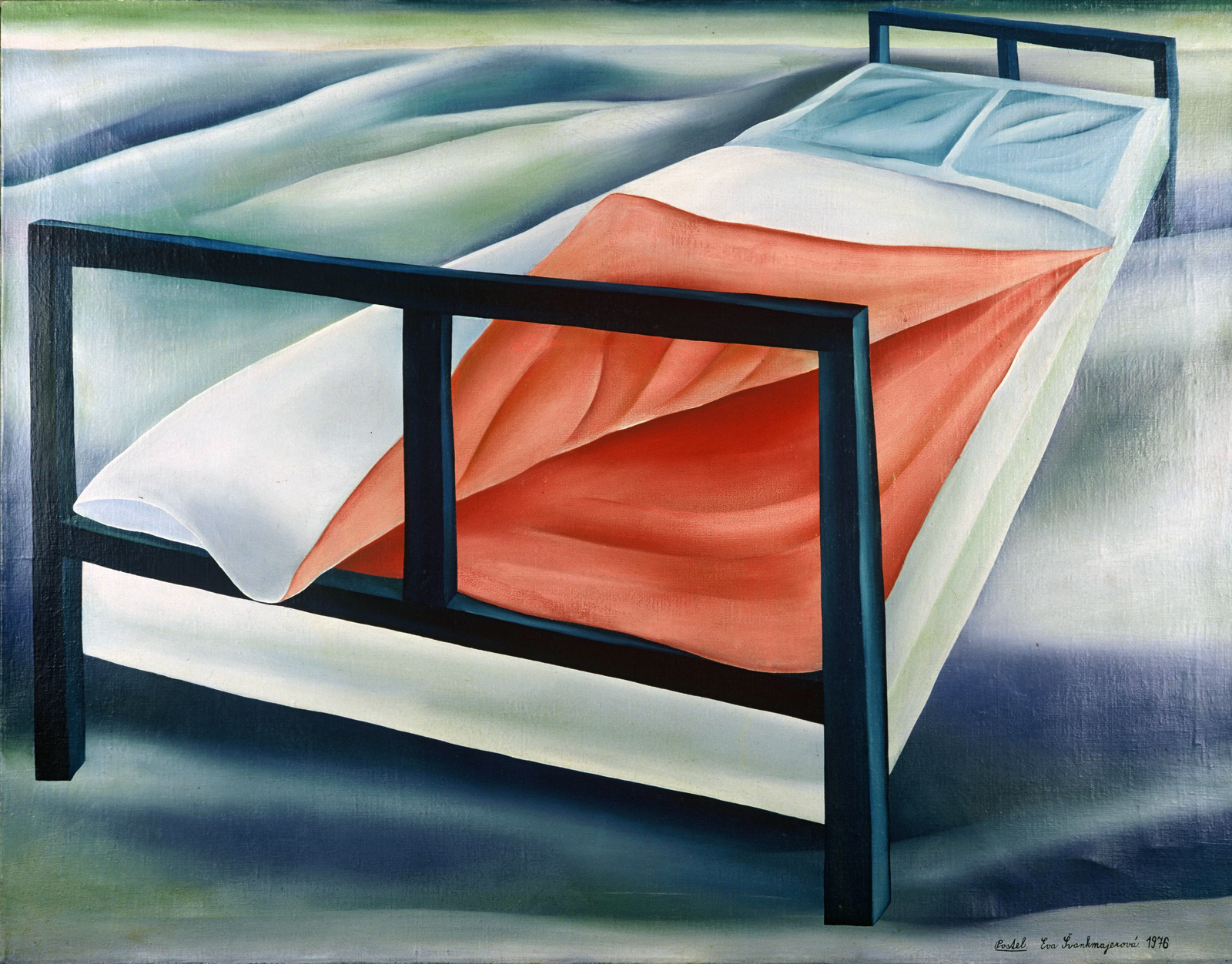
Postel, 1976, olej 90x117 cm
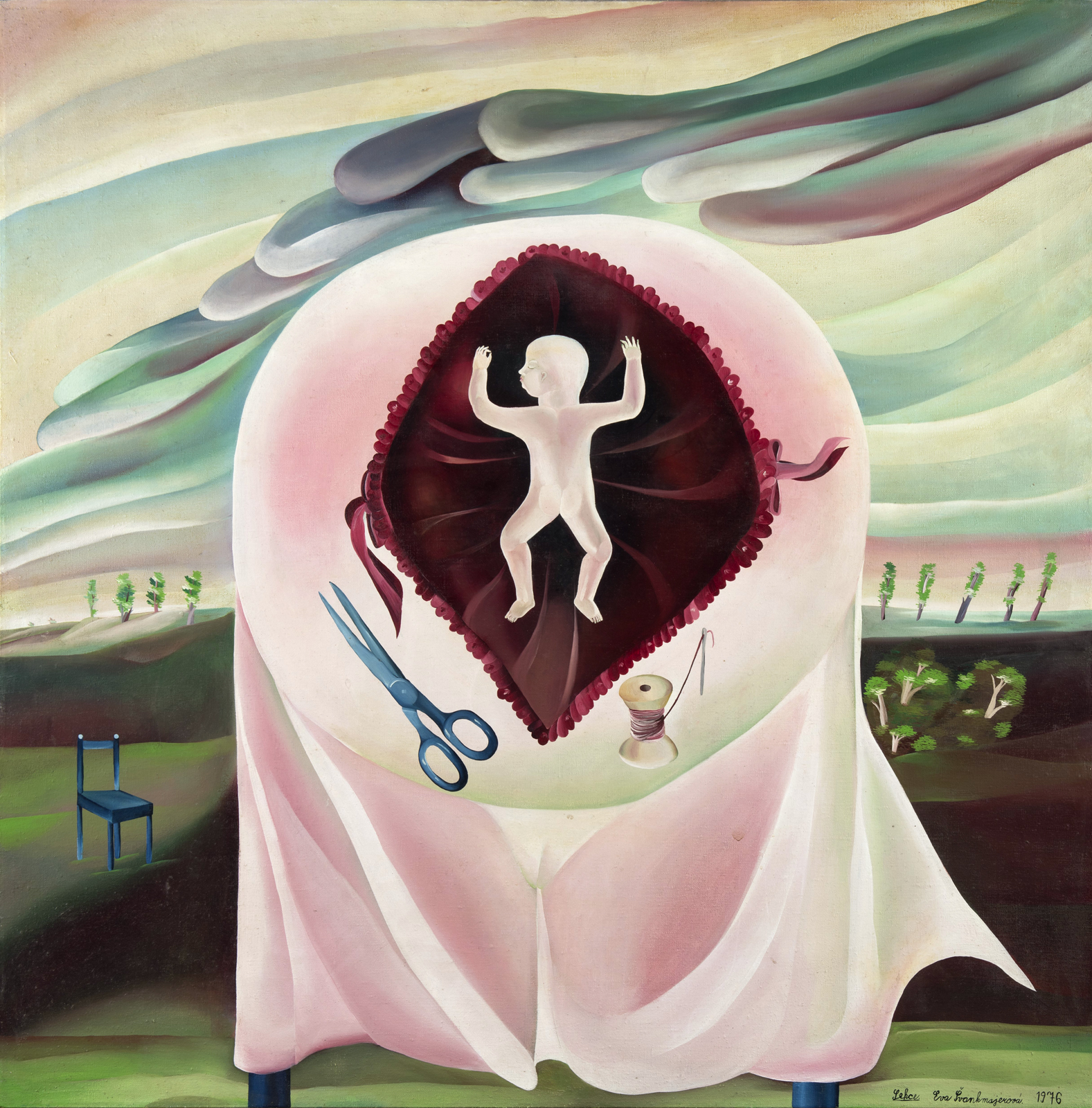
Sekce, 1976, olej 100x100cm
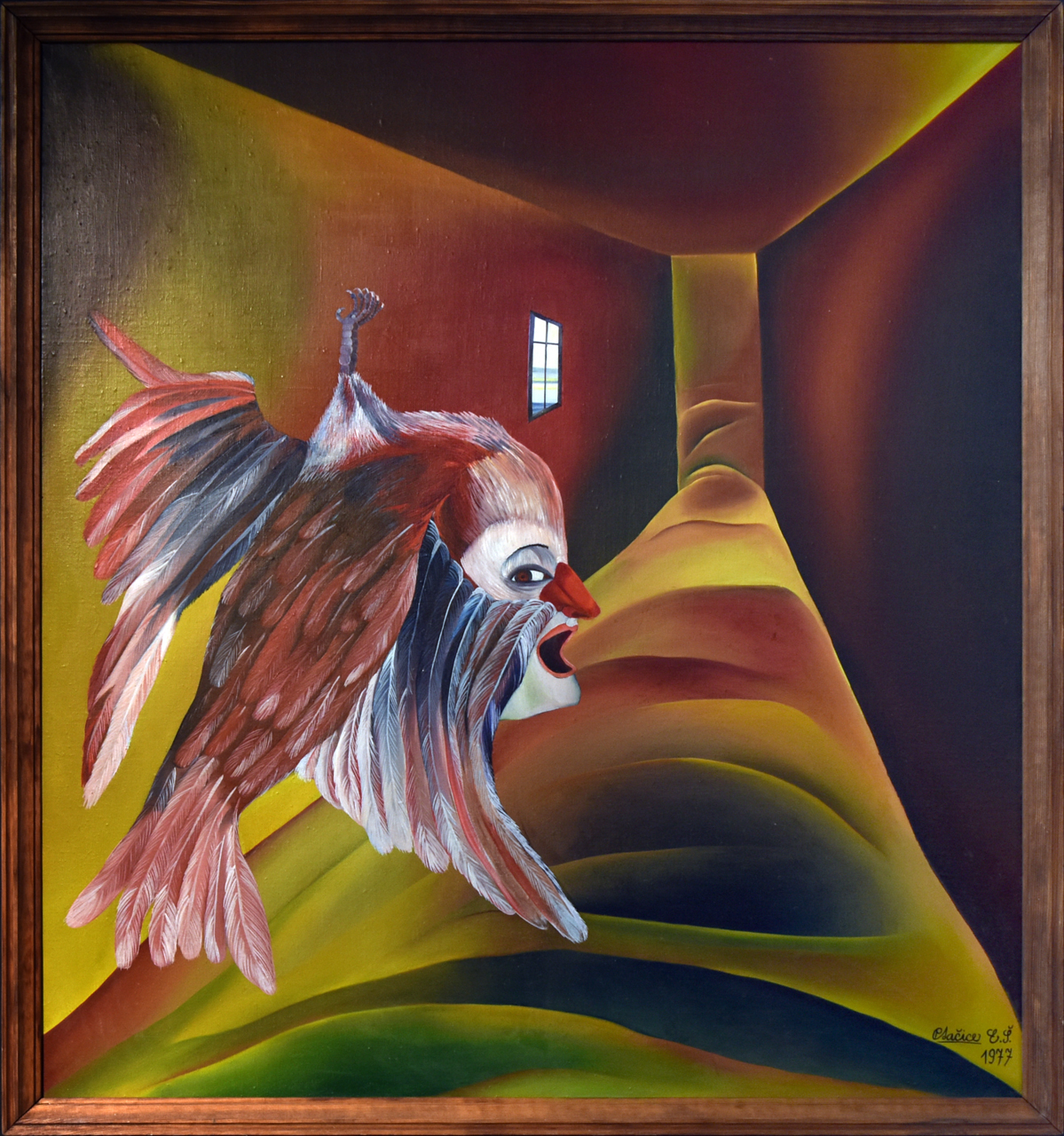
Ptačice (1977)
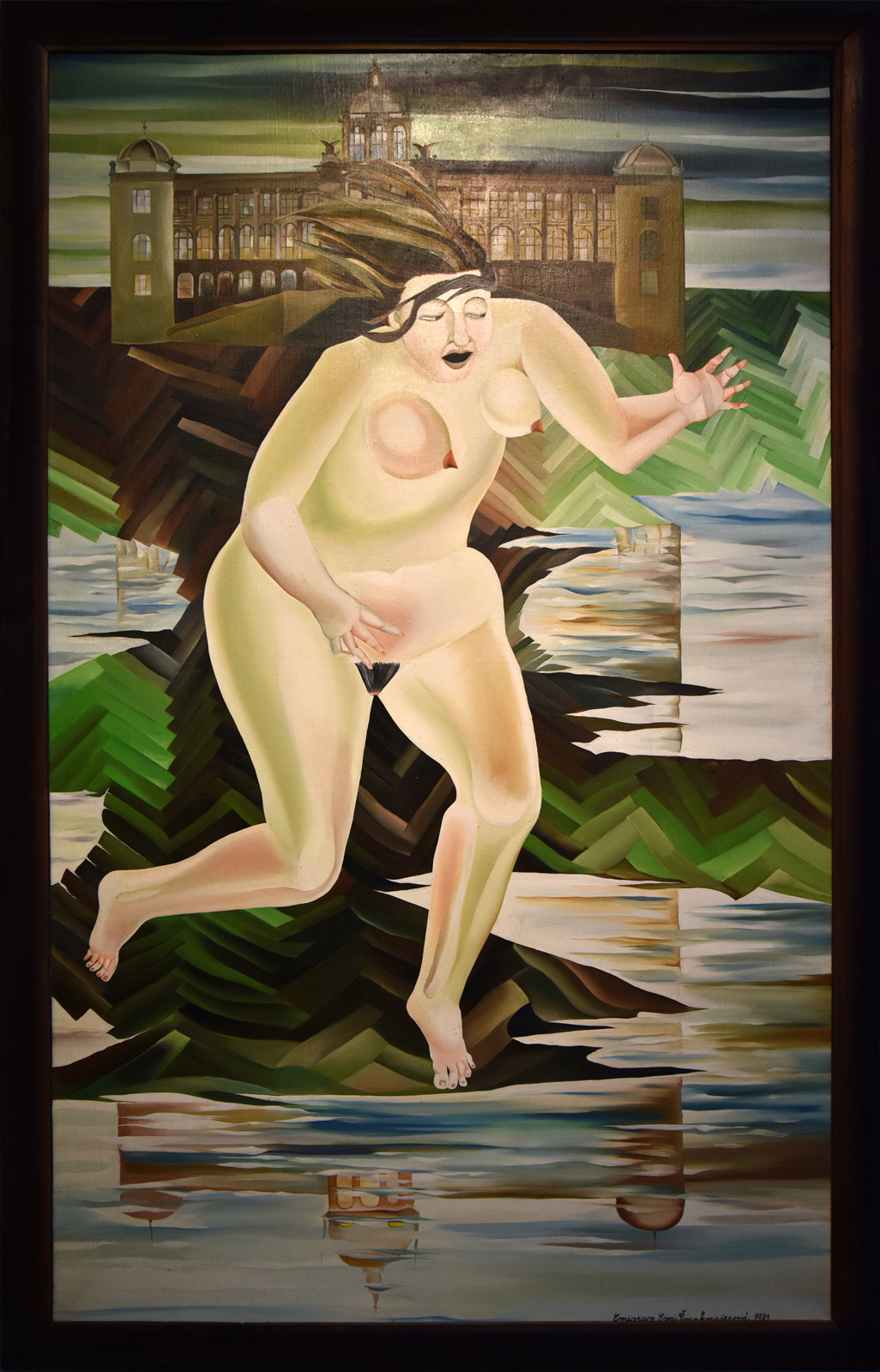
Emigrace (1981)

U Švankmajerové se nejednoznačná situace ženských těl v prostředí domova projevuje pozvolným splynutím s okolními formami. Totéž platí ve vztahu těla k předmětům každodenní potřeby a nábytku. Jindy naopak předmět nabývá lidských atributů a vstřebává a odráží duševní napětí živých postav.
Působivé jsou její portréty Vratislava Effenbergera (Lov na černého žraloka, 1980, Gulliver v Maňáskově, 1985–1986), zatímco autoportréty většinou vyznívají jako záměrná karikatura (Já v akci, 1991). Několik reprodukcí jejích děl vyšlo roku 1985 ve švédské surrealistické revue Dunganon, kde bylo jedno číslo věnováno československým surrealistům. Ve studii k jejímu malířskému dílu do katalogu k výstavě v Annecy roku 1991 napsal Ivo Purš: Eva Švankmajerová nahlíží kriticky na "aseptickou klícku postindustriální společnosti", její pojetí ženského těla a erotiky je kruté, temné a jízlivé. Imaginativní postupy malířky - sžíravost, cynismus, černý humor, sarkasmus - nejsou gesty beznaděje. Intenzita negace je přímo úměrná zázračné touze.

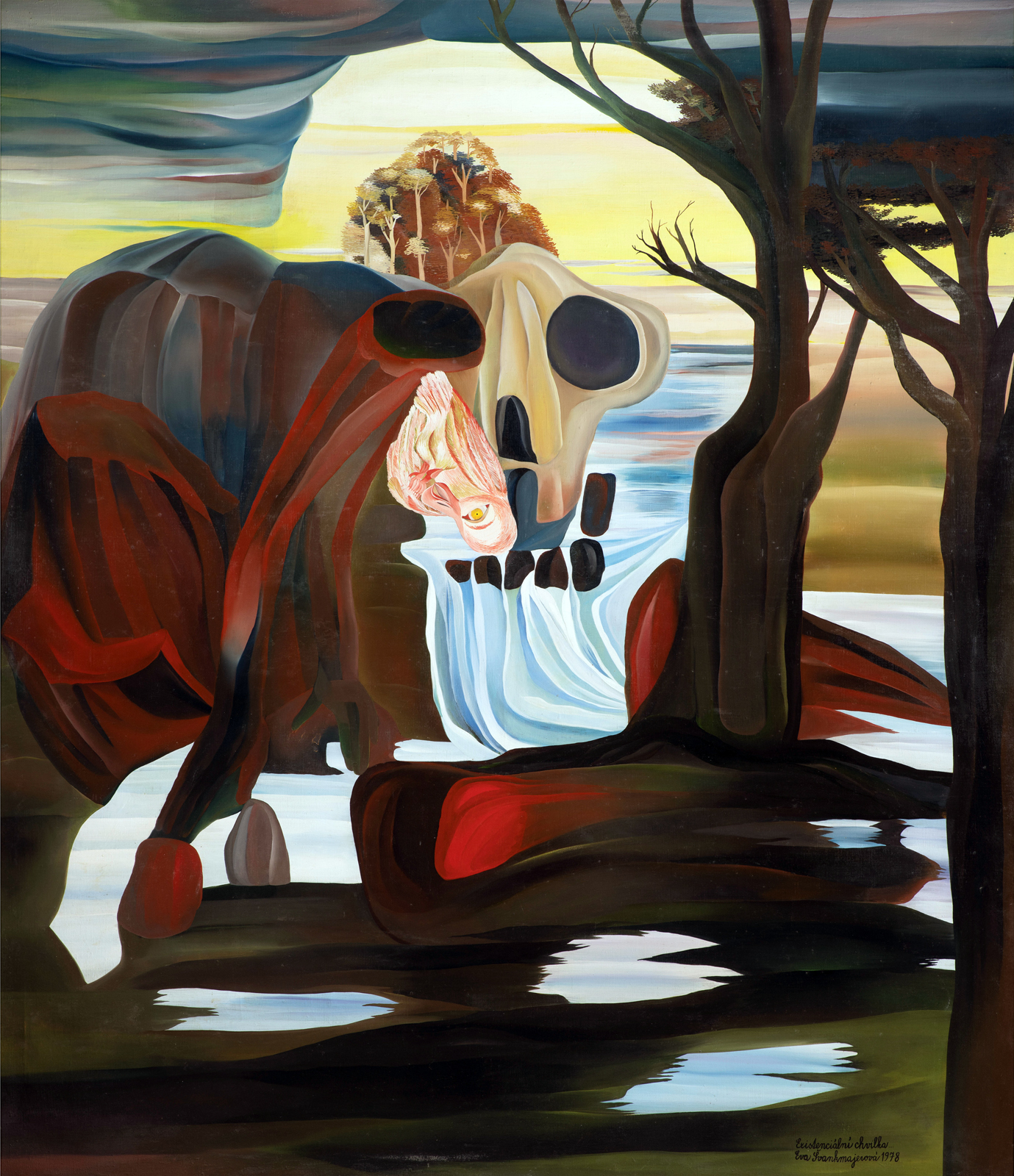
Existenciální chvilka, 1978, olej 130x150cm
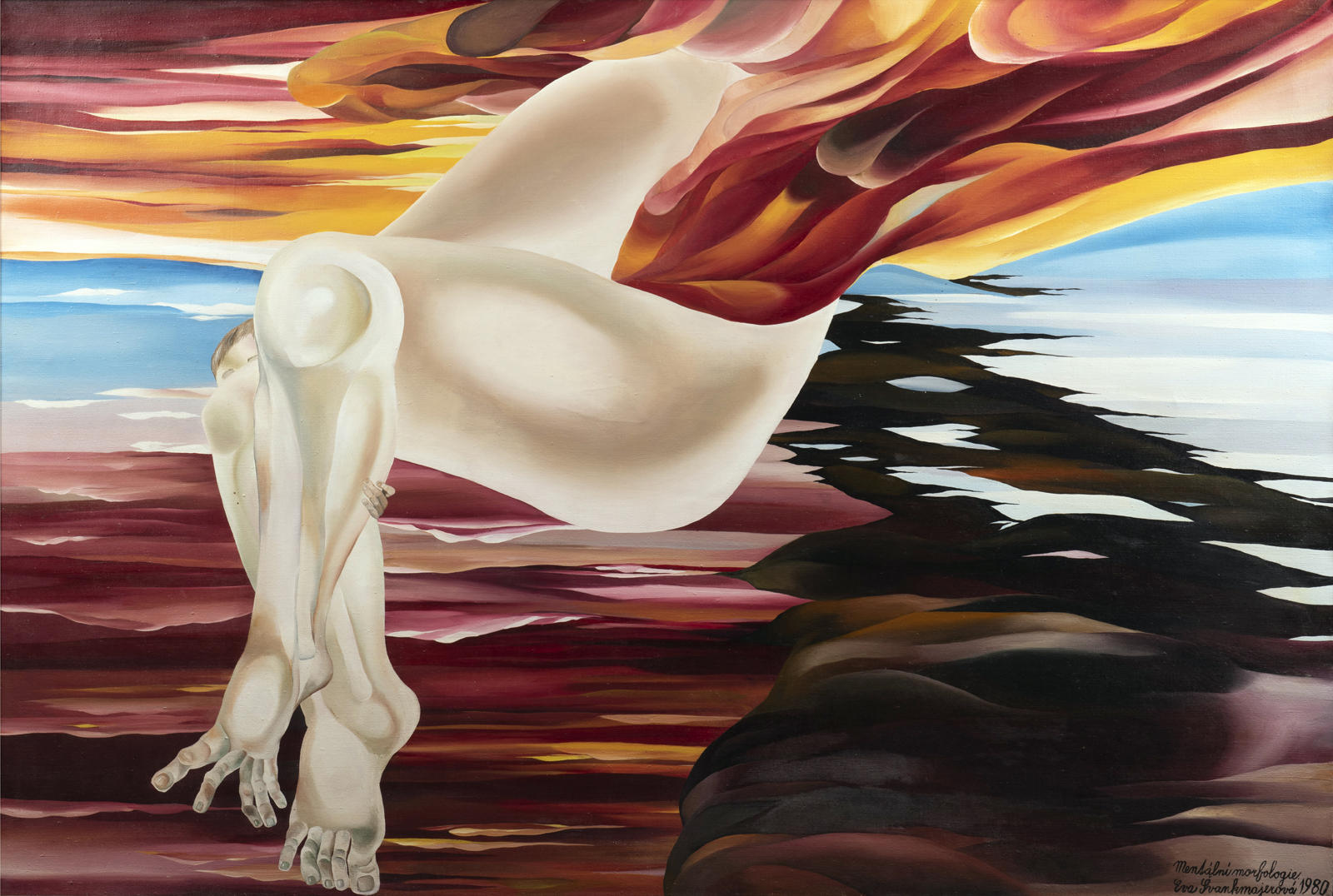
Mentální morfologie, 1980, olej 135x90cm
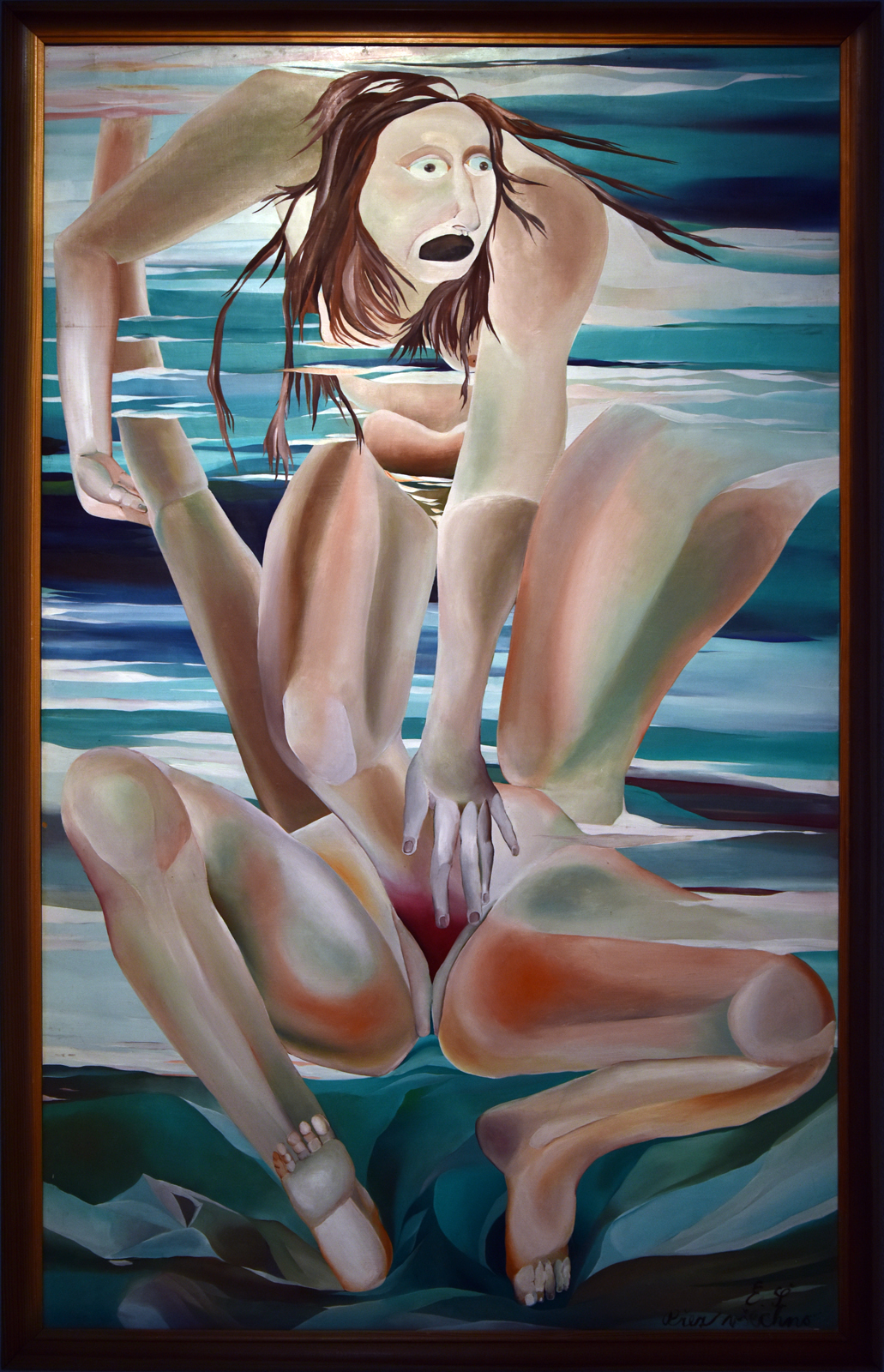
Eva Švankmajerová, Přez všechno
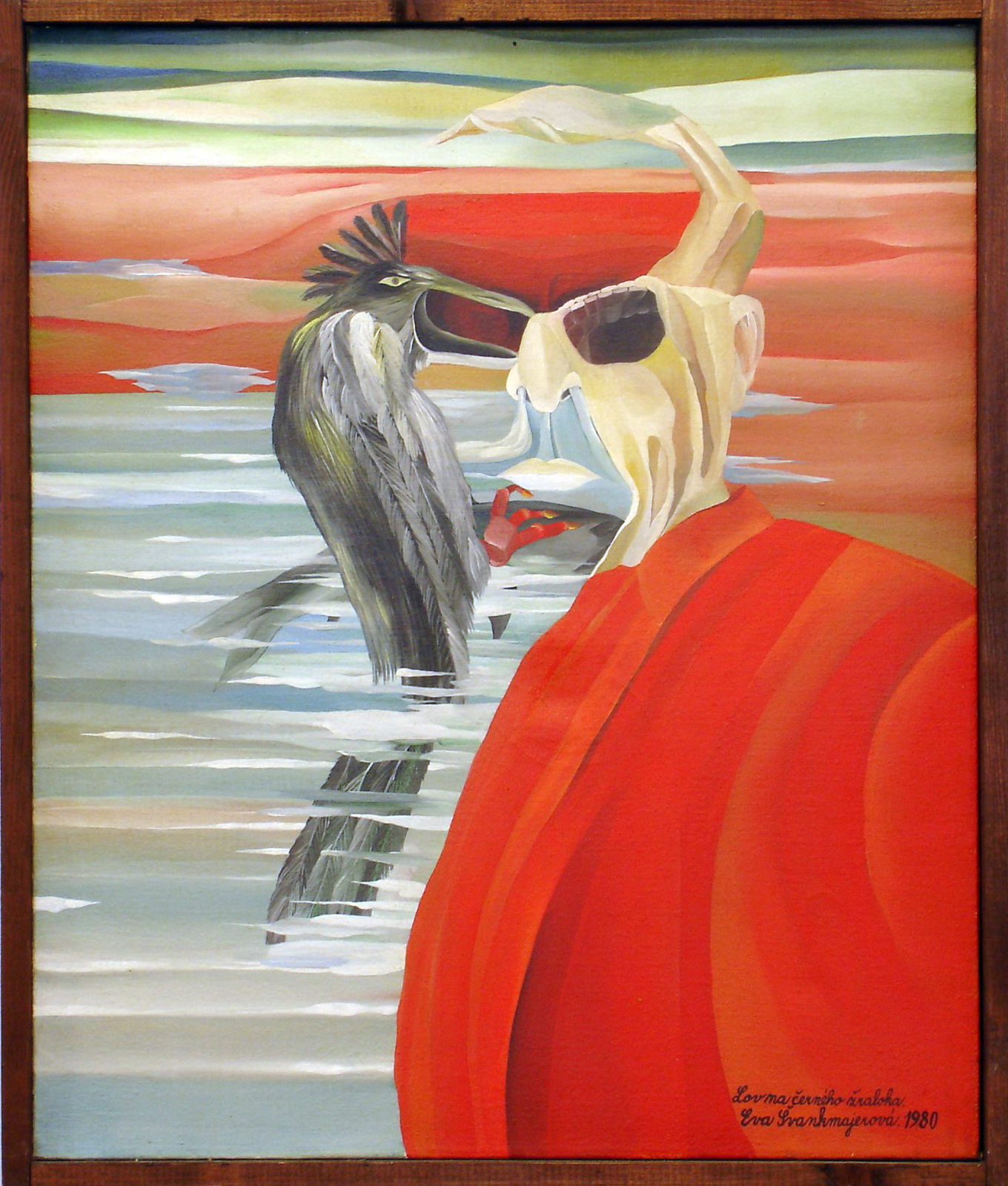
Lov černého žraloka (Portrét Vratislava Effenbergera), 1980, olej
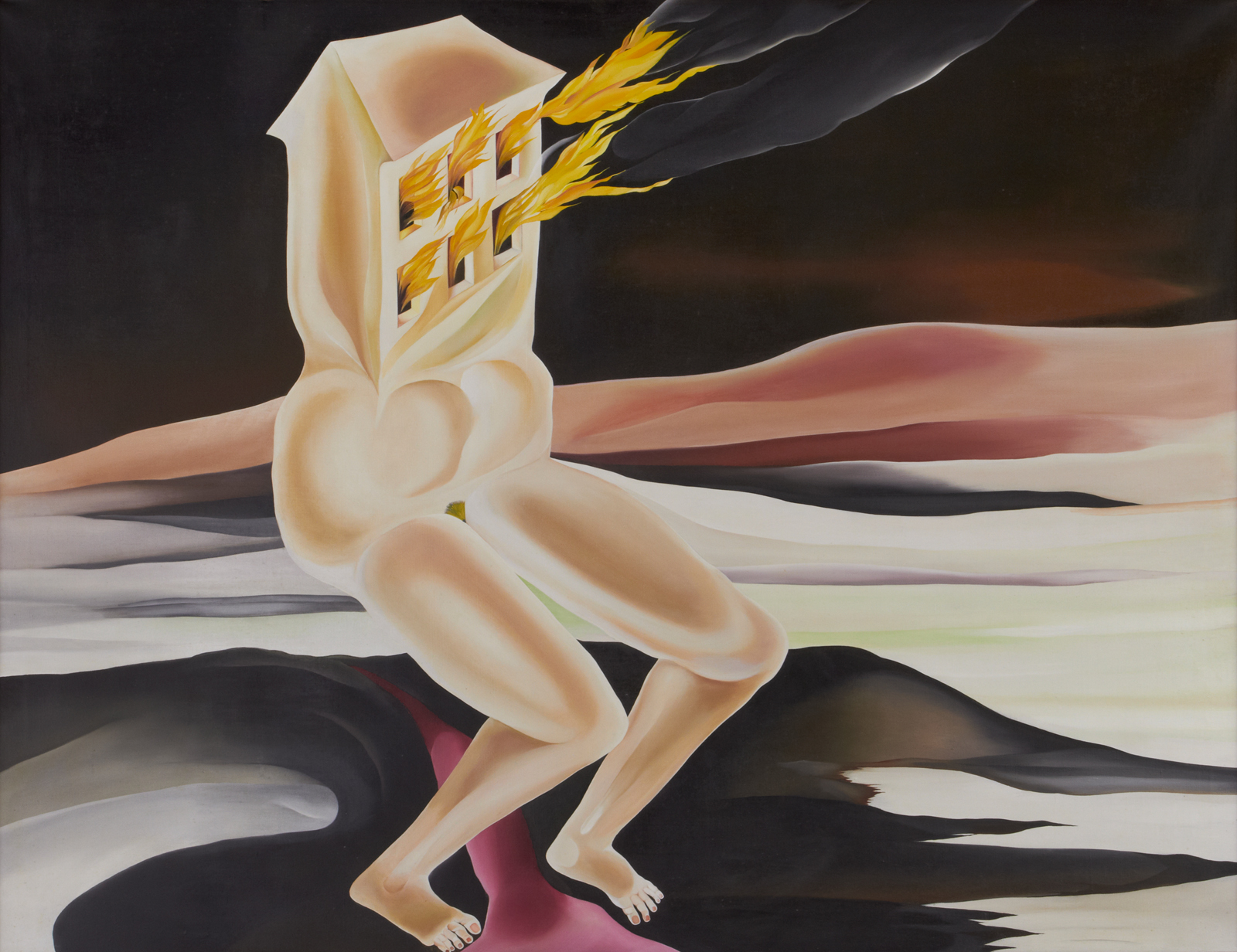
Desátý dům, 1980, olej 151x116cm
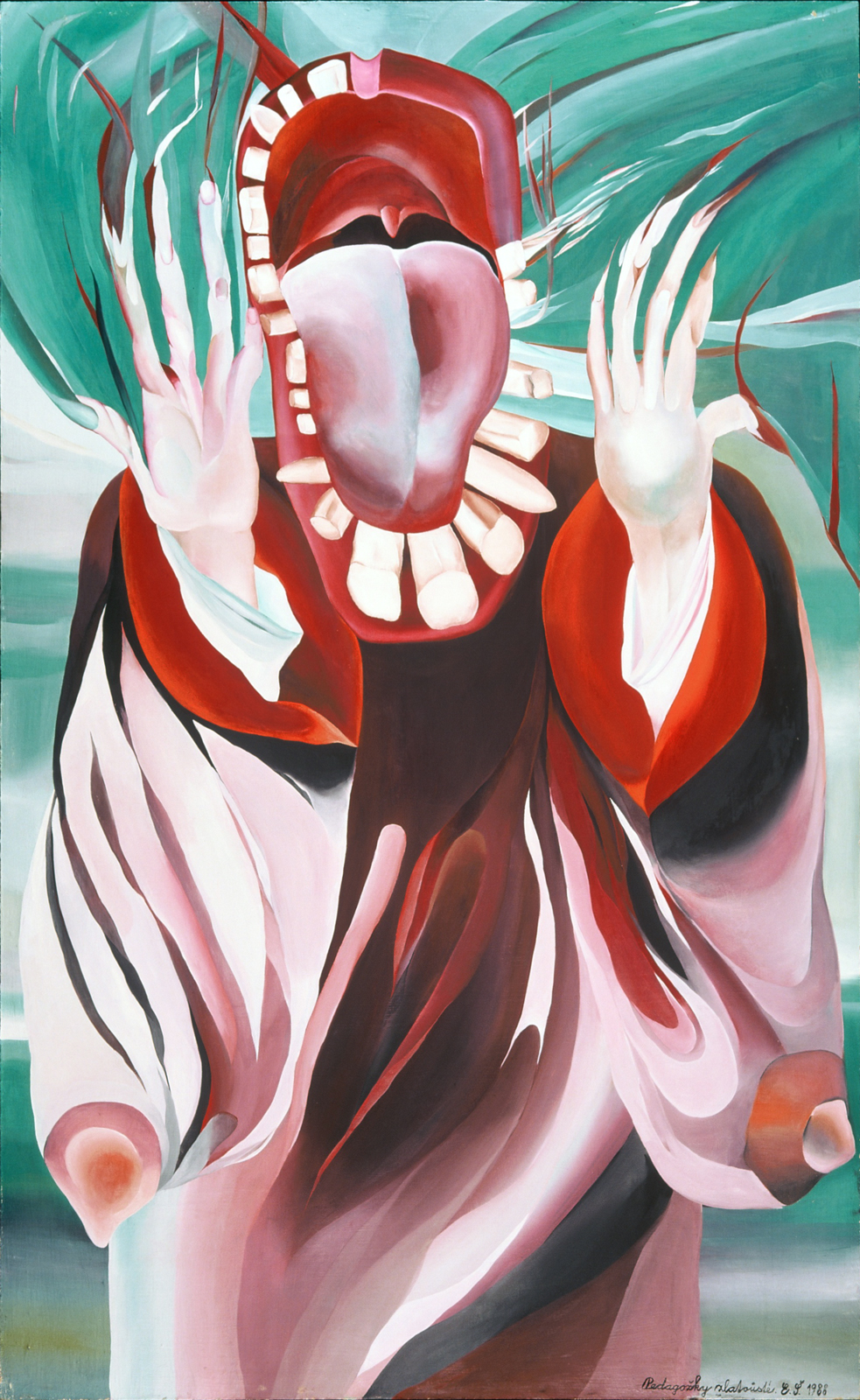
Pedagožky zlatoústé, 1988, olej
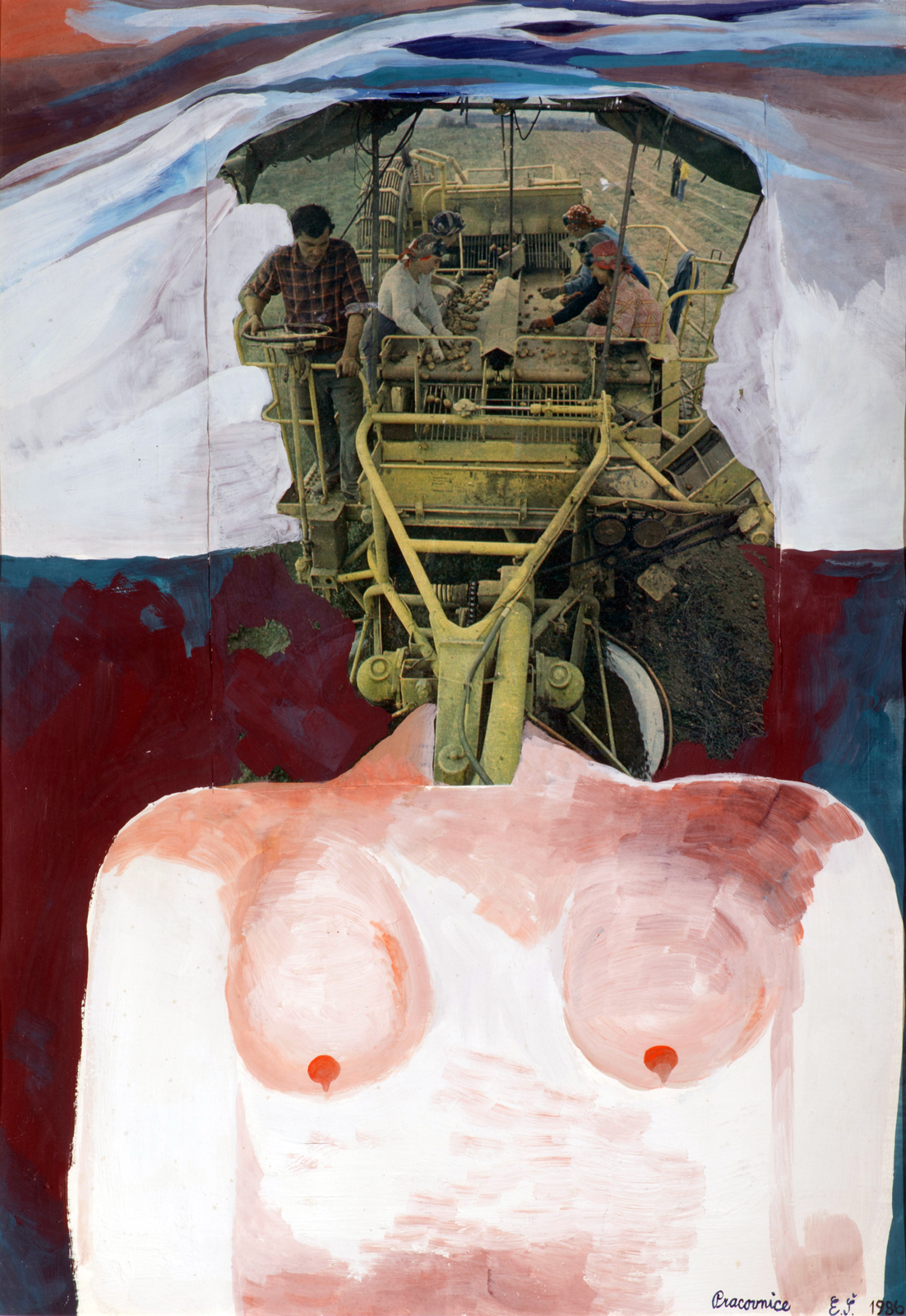
Pracovnice II., 1986, tempera, koláž na sololitu, 63x44 cm
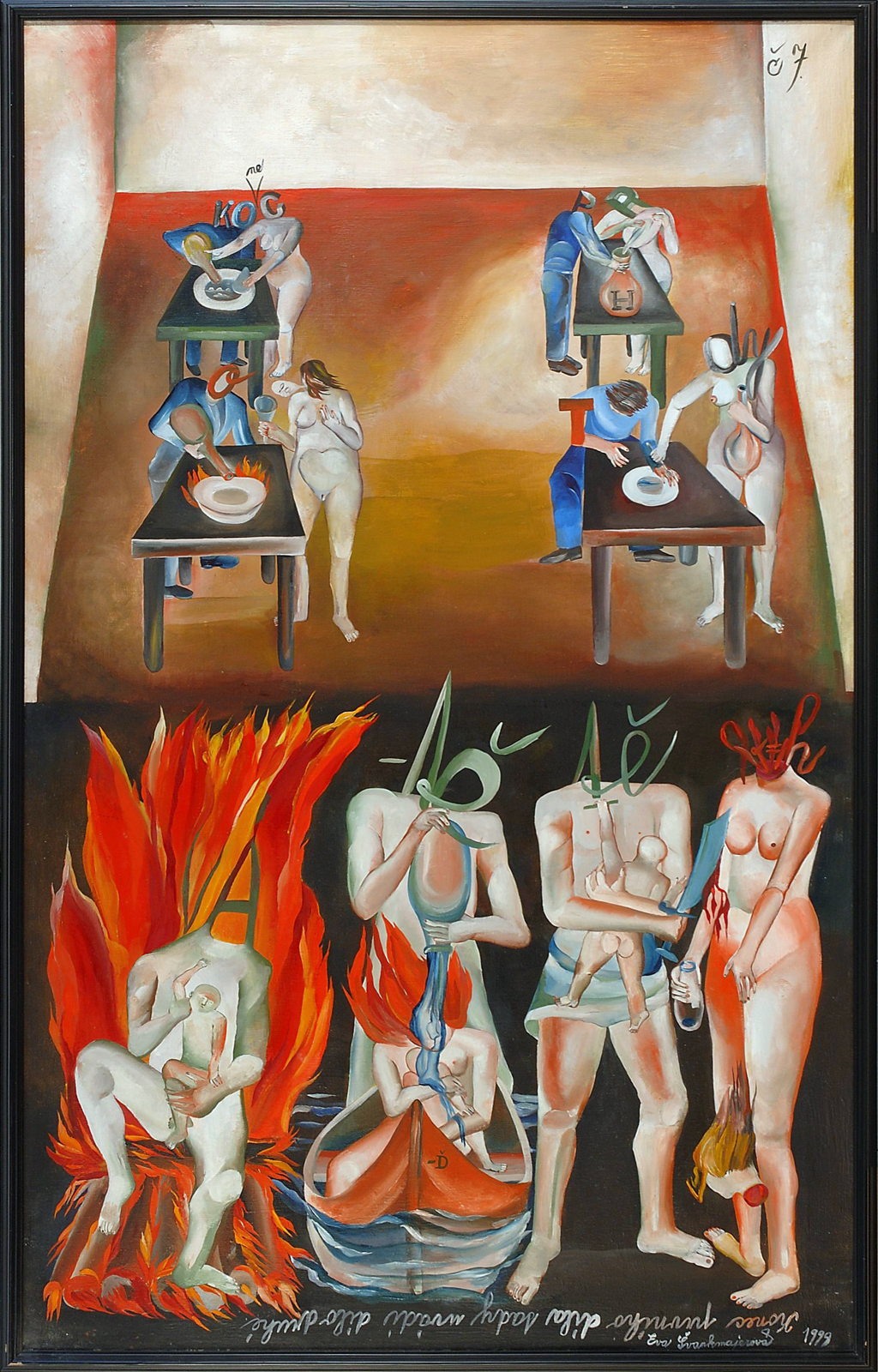
Mutus liber (obr.7) Konec prvního díla tady uvádí dílo druhé, 1999, olej 120x75cm
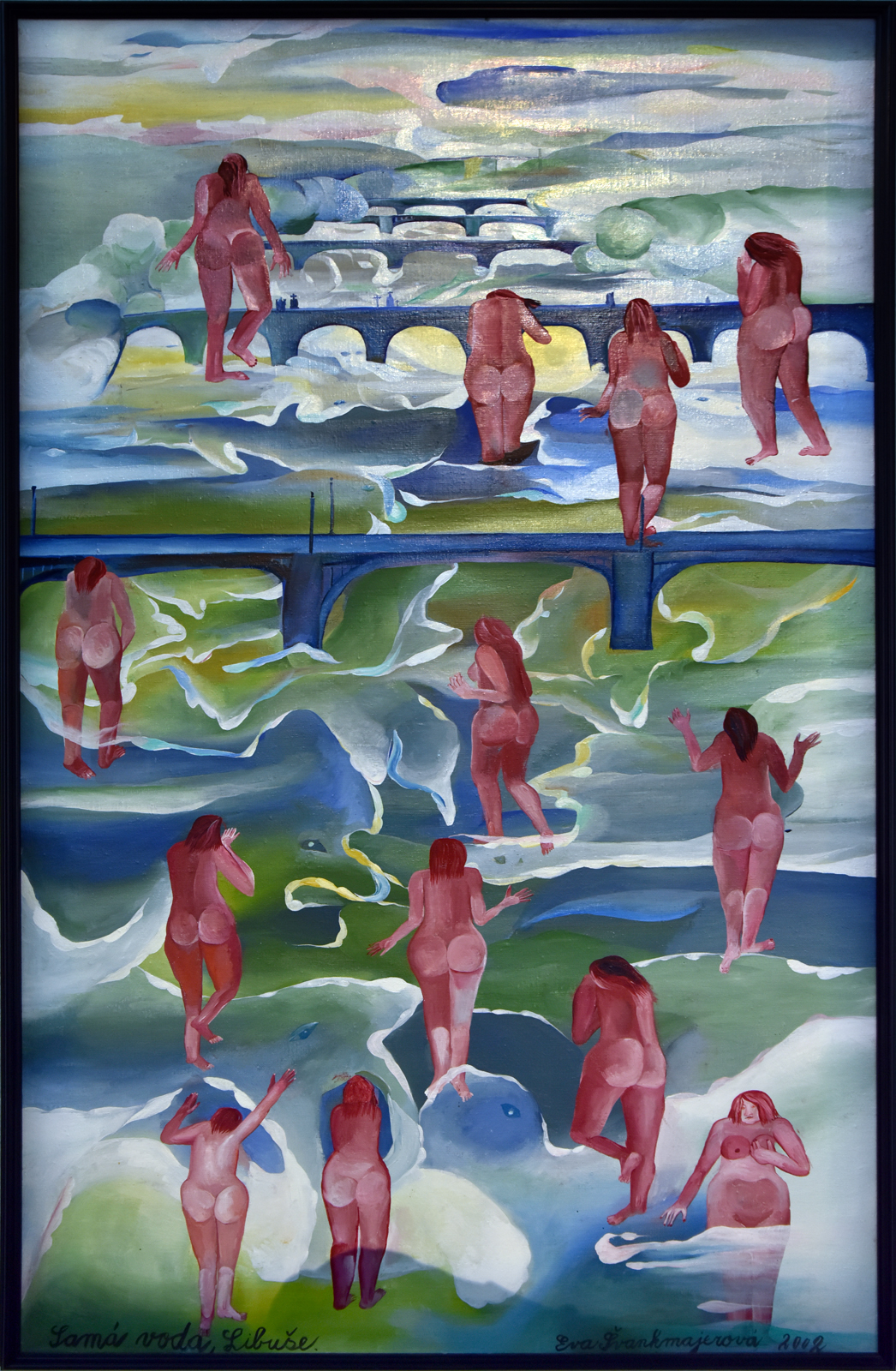
Samá voda, Libuše (2002)
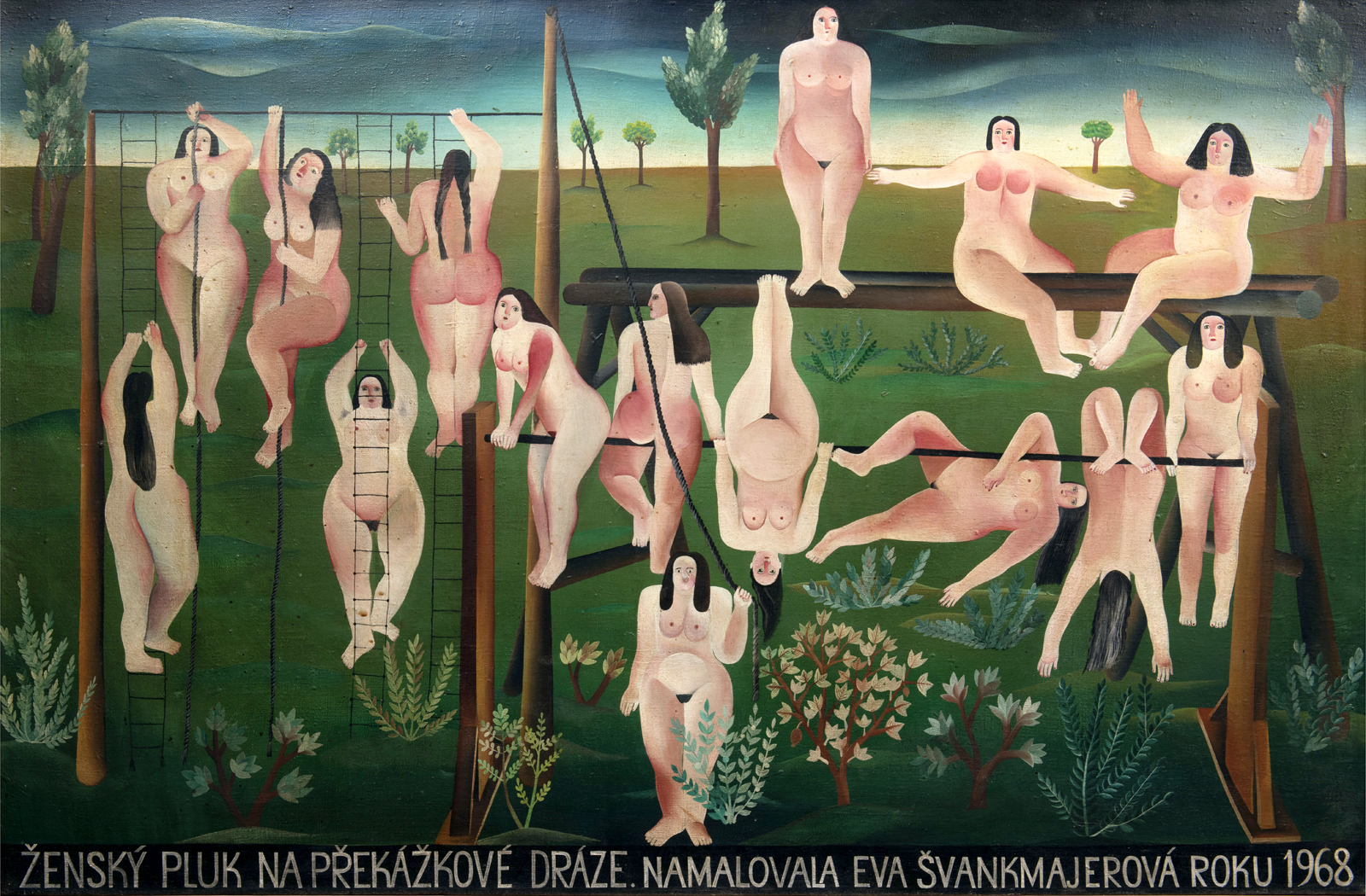
Ženský pluk na překážkové dráze, 1968, olej 80x120 cm

Roku 1994 vznikl existenciální cyklus obrazů na téma Vanitas, ve kterém se osoby, rekvizity a kulisy vzájemně překrývají a vytvářejí iluzivní lebku..
Eva Švankmajerová se v kresbě vyrovnává i se svým onemocněním (Všeho do času, 1997). Zabývala se také koláží a po roce 1998, kdy navštívila pražskou výstavu Art brut, vytvořila množství mediumních kreseb. Nalezla v nich osvobozující a úlevnou sílu a do roku 2004 byly jedním z jejích stěžejních výtvarných projevů.

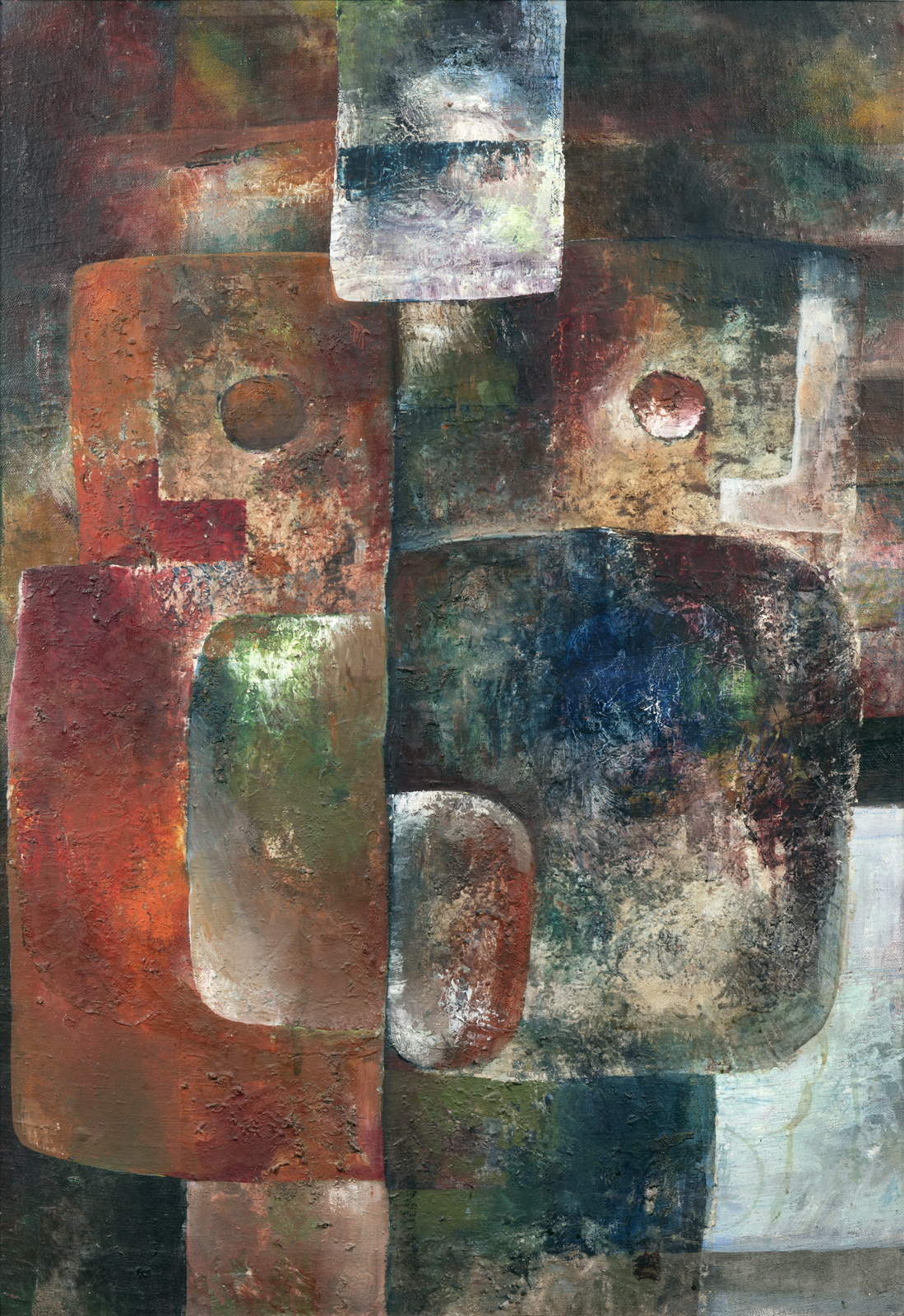
Žena, 1963, olej, 83x57 cm
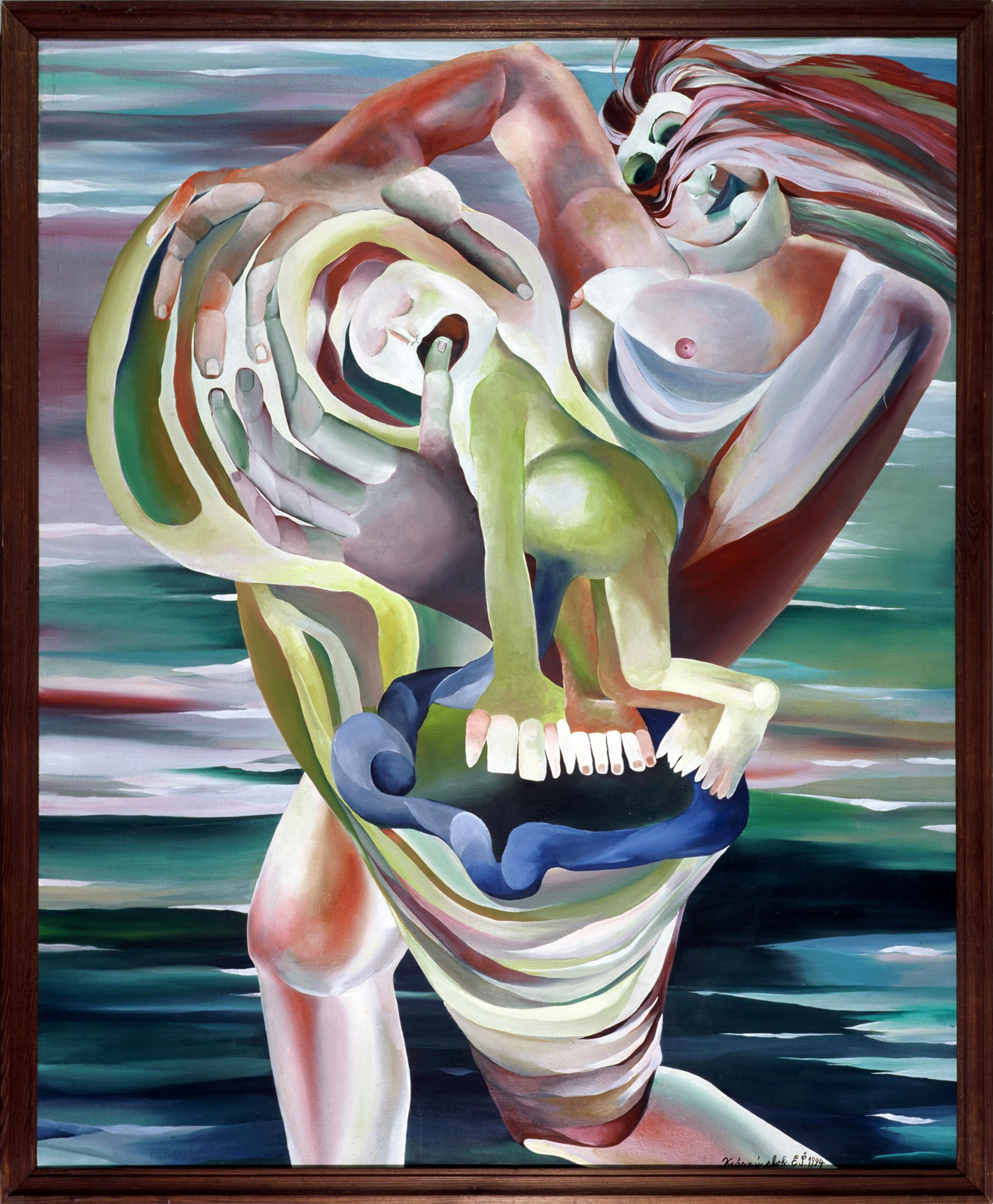
Vanitas - Krásný sloh, 1994, olej 110x90 cm
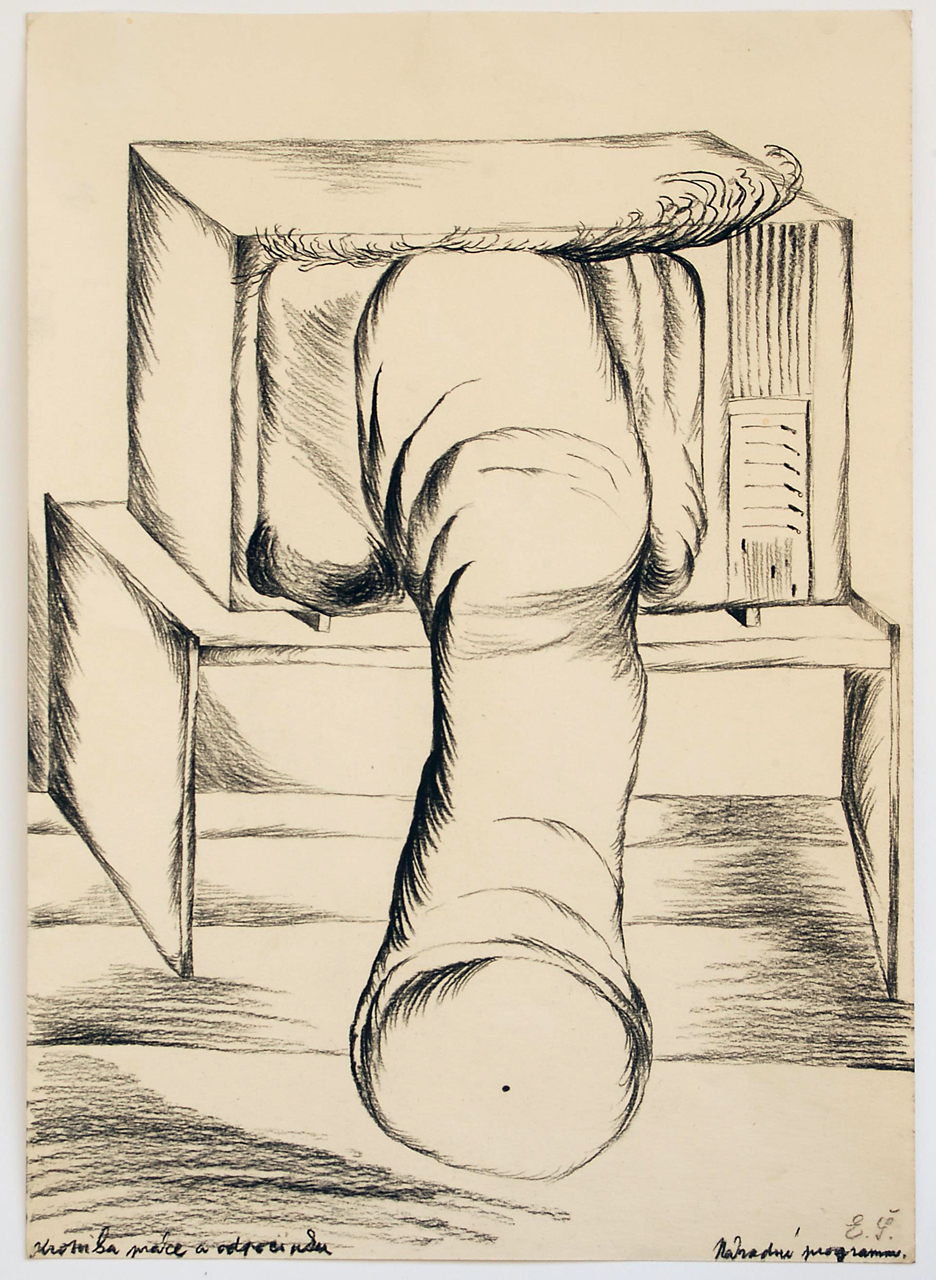
Kronika práce a odpočinku, Náhradní program, tužka na papíře
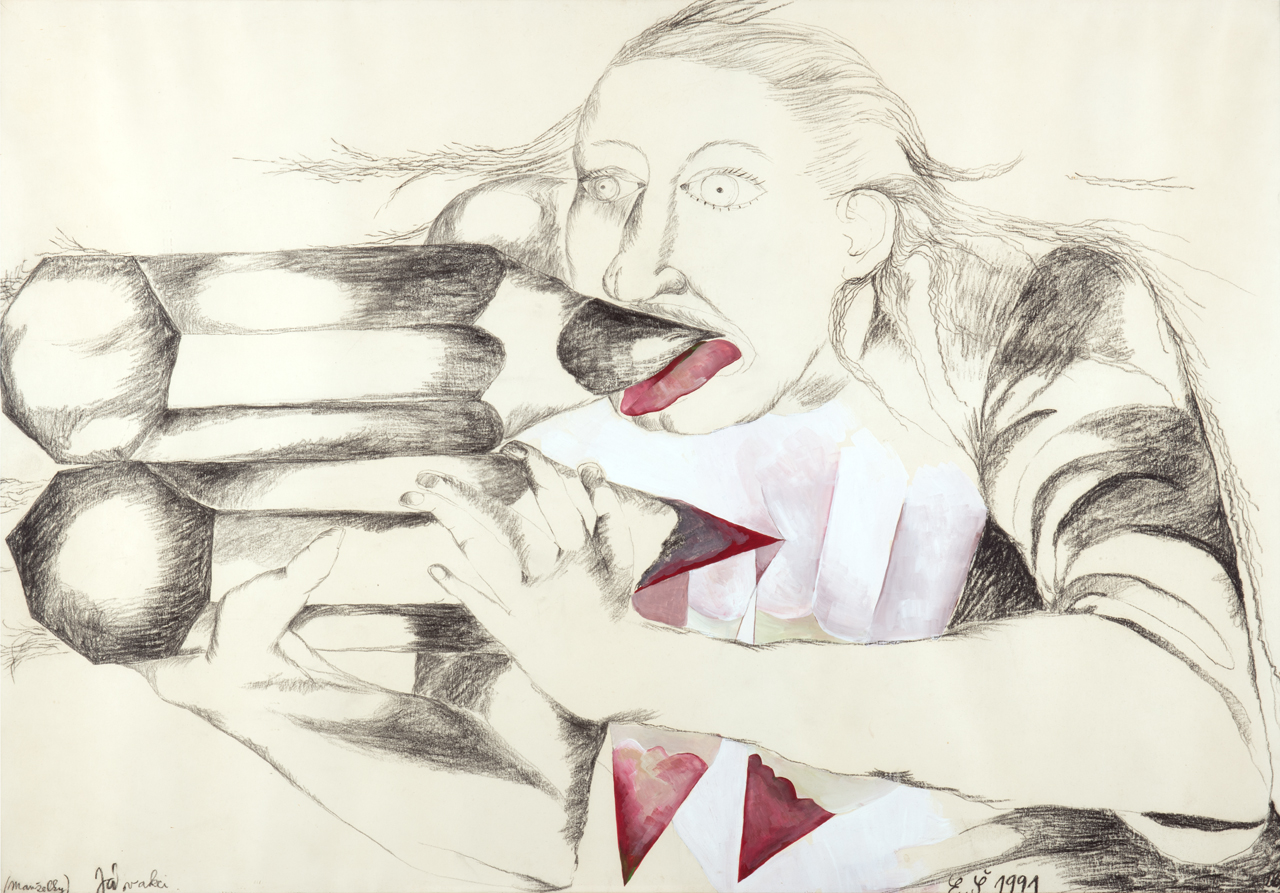
Já v akci, 1991, uhel, tempera na papíře, 88x61cm
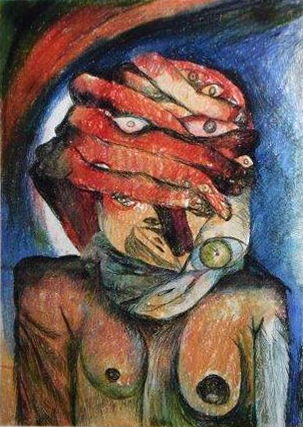
Bez názvu, mediumní kresba, pastel

### Keramika
Eva se od místních hrnčířů v Kostelci nad Černými lesy naučila točit keramiku na hrnčířským kruhu a vypalovat ji v peci. Od poloviny 70. let tvořila s Janem Švankmajerem ve vlastní keramické dílně předměty popírající utilitární funkci keramiky a podněcující imaginaci. Společným rysem předmětů zhotovených technikou majoliky (keramické hlíny a ciničité bílé polevy) je opakující se odkaz na lidské tělo a přírodní formy, vše v náznaku latentního oživení. Některé jsou zhotoveny jako kontinuální série, připomínající fázovou animaci (Zrod, 1996).. Jejich nové užité umění je pokusem vrátit navenek utilitární činnosti její magický rozměr, vrátit iracionalitě legitimitu (Erotická mísa, 1978, Sedící džbán, Pracující džbán, 1986).
Od roku 1995 tvořila keramické busty jako imaginární portréty členů surrealistické skupiny. Její Pocta markýzi de Sade má podobu sestavy vzájemně kopulujících keramických džbánů.

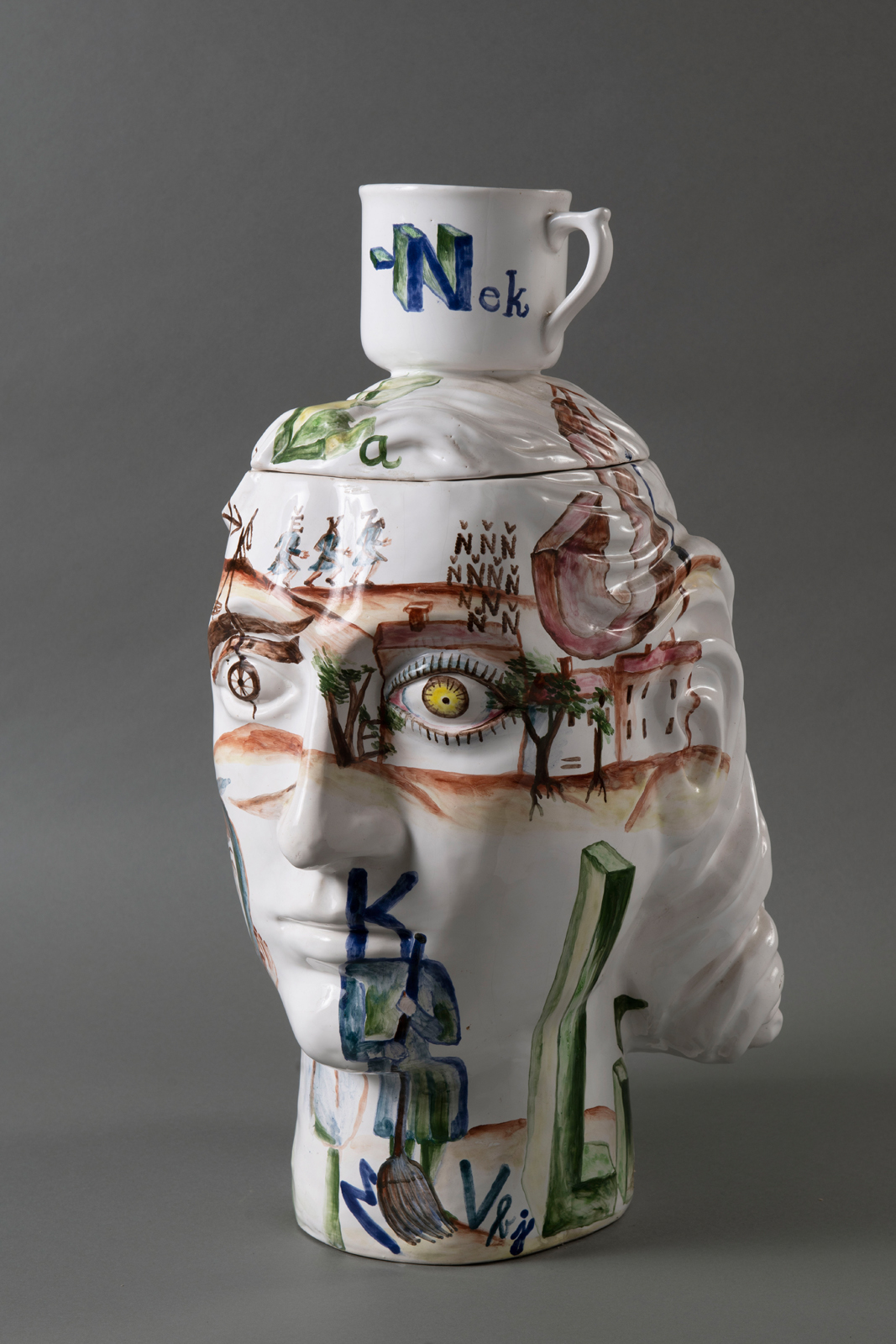
Dona Anna jako rebus(dóza), 1978, majolika,51 cm
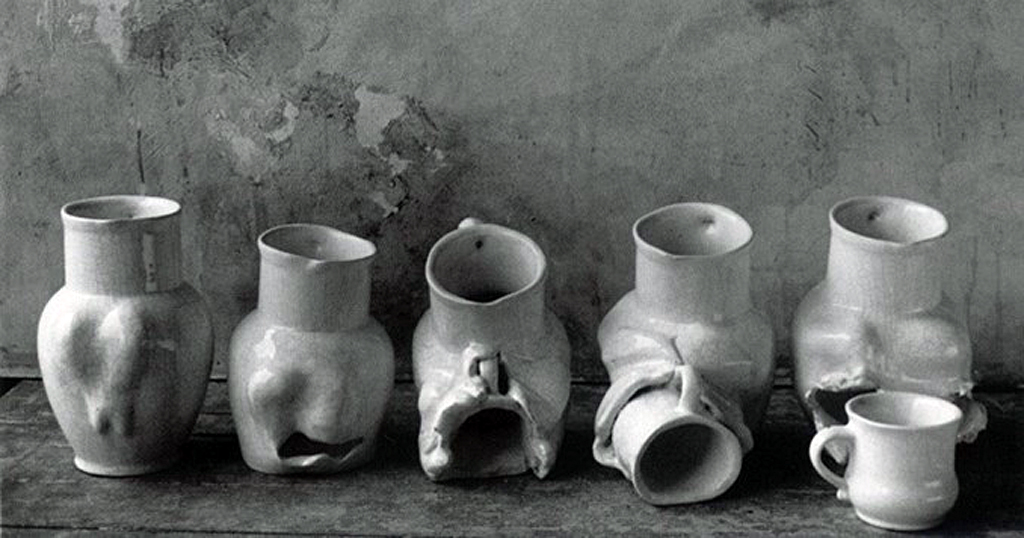
Zrod, 1996, majolika

### Kostýmy, scénografie, filmové plakáty
Po návratu z emigrace koncem roku 1968 v Praze navrhla kostýmy pro hru Aleny Vostré Na ostří nože v Činoherním klubu, plakát pro belgickou distribuci filmu Věry Chytilové Ovoce stromů rajských jíme. V době normalizace se živila jako tvůrce kostýmů pro divadlo (mj. Candide, Vychovatel, Zlatý kočár a roku 1975 scénu a kulisy pro představení Ztracená pohádka v Laterně magice (režie Jaromil Jireš). Roku 1977 využil její kresby Juraj Herz ve filmové pohádce Deváté srdce. Roku 1979 vytvořila plakát k filmu Lásky mezi kapkami deště Karla Kachyni.
Roku 1983 byla autorkou výtvarné dekorace v hororu Jana Švankmajera Kyvadlo, jáma a naděje. Její "pekelný stroj, který posunuje odsouzence k smrtící jámě má figurální pohyblivé panely inspirované středověkými malbami znázorňujícími peklo. Eva Švankmajerová se také podílela výtvarné stránce všech dlouhometrážních filmů Jana Švankmajera do roku 2005, počínaje filmem Něco z Alenky (1988). Pro film Spiklenci slasti (1996) navrhla kostýmy i loutky-fetiše. Posledním filmem Jana Švankmajera, na kterém se podílela jako scénografka a tvůrce kostýmů, byli Spiklenci slasti (2004).
Roku 1987 vytvořila kulisy pro animovanou část představení Odysseus v Laterně magice (režie Evald Schorm).

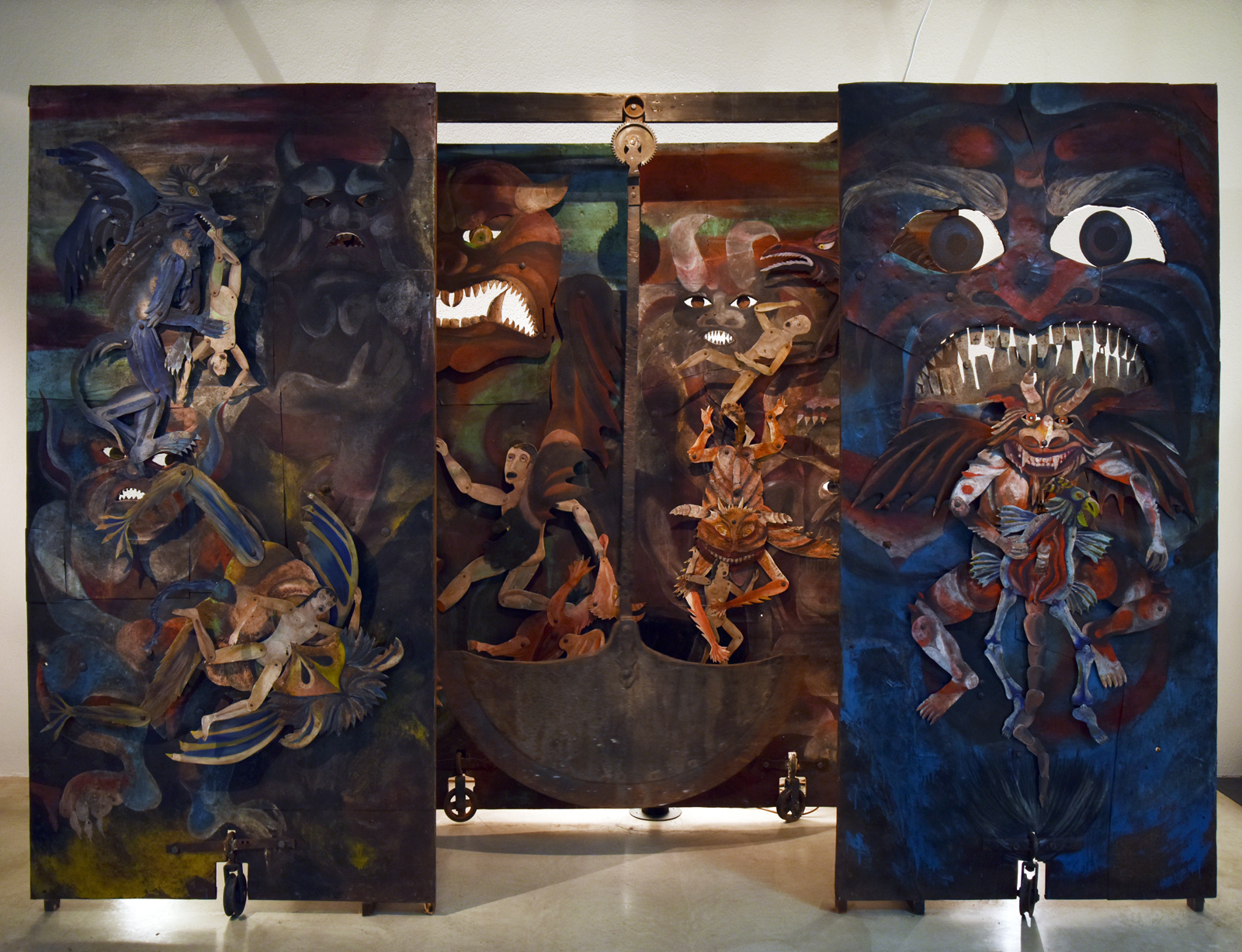
Plechová stěna s pohyblivými prvky k filmu Kyvadlo, jáma a naděje (1983)
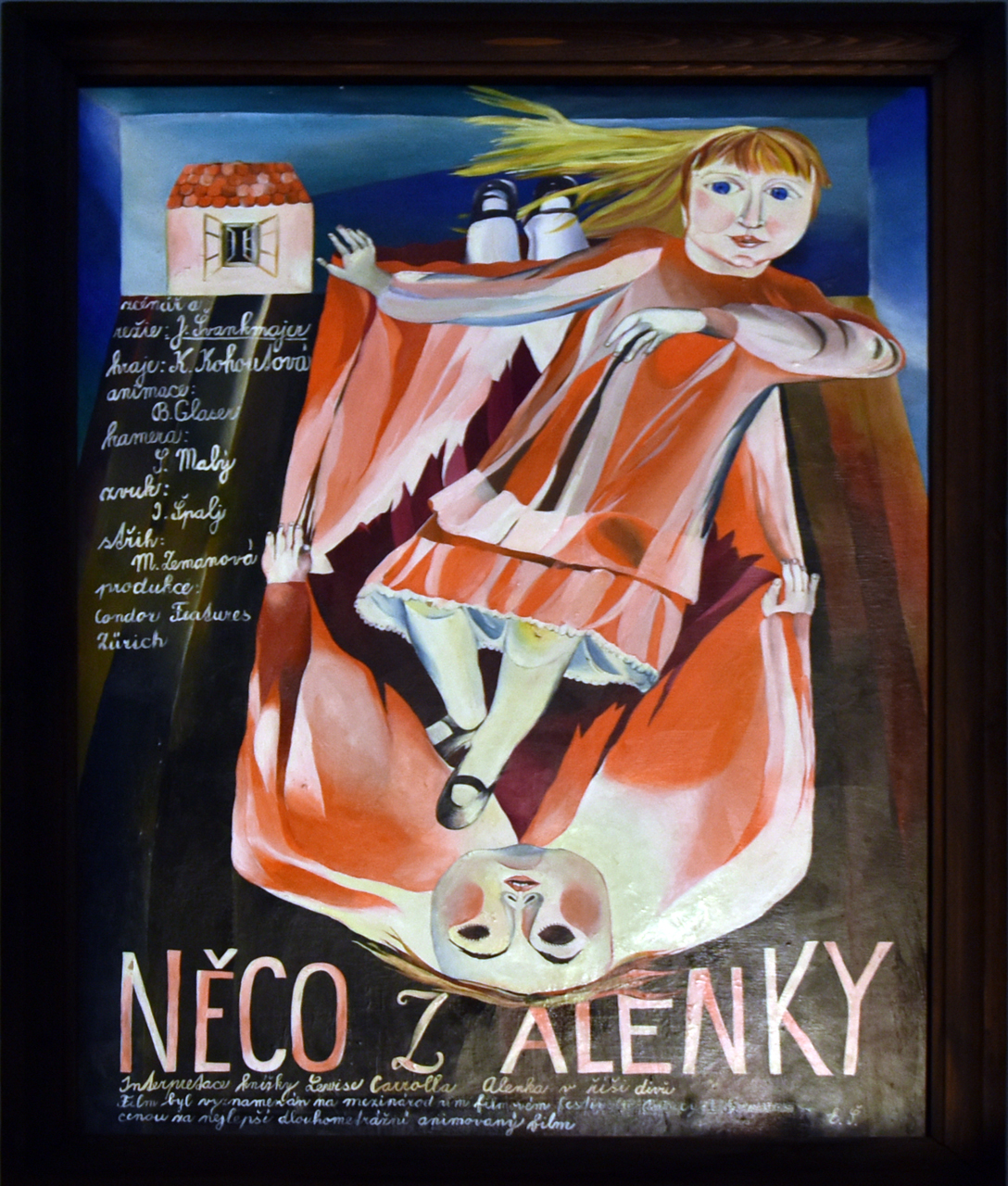
Filmový plakát: Něco z Alenky (1988)
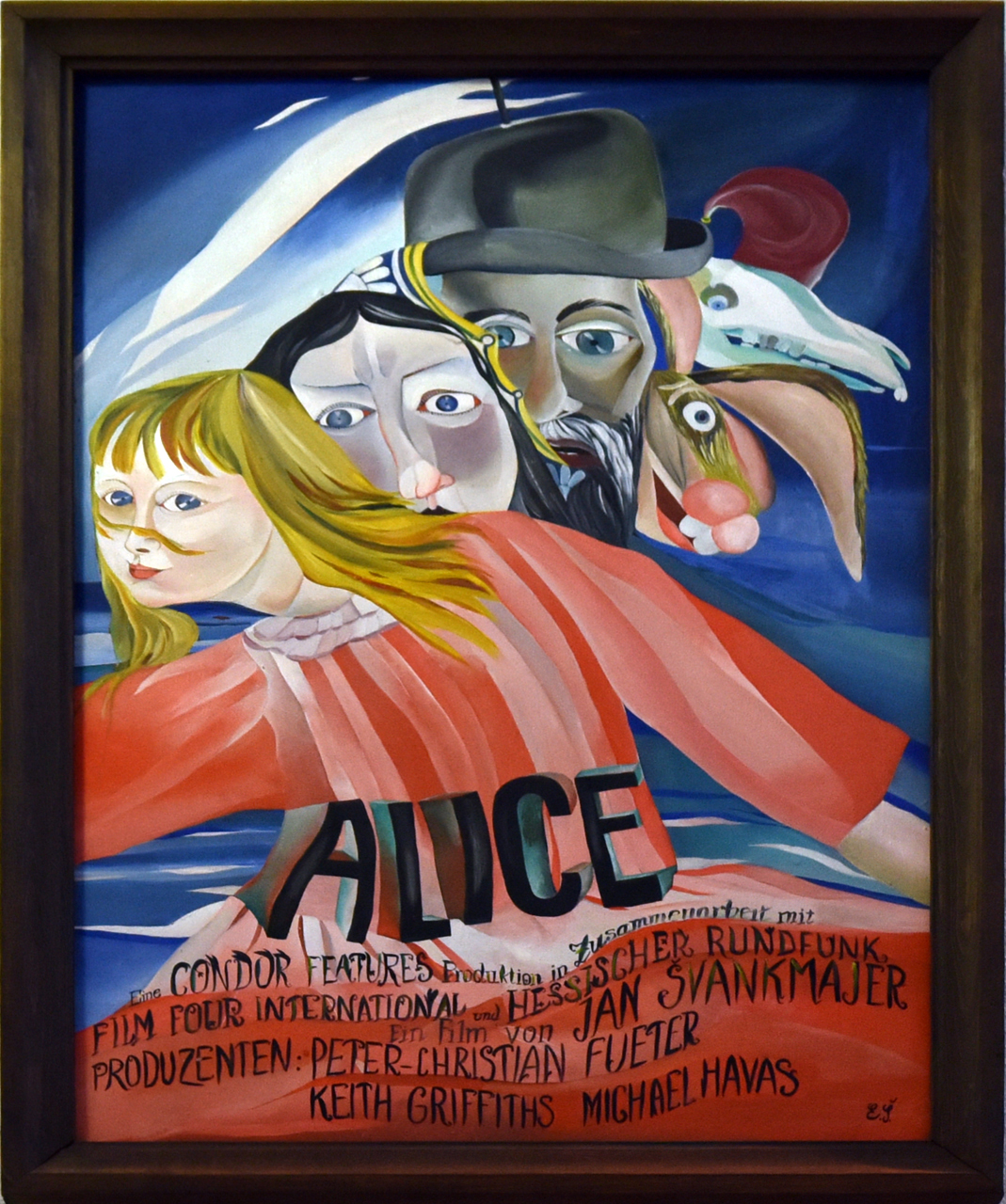
Filmový plakát: Alice (1988)

### Literární dílo
Na autorské výstavě Evy Švankmajerové v Nové síni roku 1970 někdo odcizil rukopis její dosud nevydané literární prvotiny Annino srdce. Surrealistická skupina v Československu pořádala kolektivní anketu o erotismu a roku 1977 vydala jako samizdat v jediném exempláři sborník Erotismus v současné době, který se později stal součástí objektu-knihy Noční stolek. Na schůzku Surrealistické skupiny přinesla text napsaný ve stylu Markýze de Sade a vyzvala Vratislava Effenbergera aby pokračoval. Ze vzájemné korespondence nakonec vznikl román Biče svědomí, dokončený roku 1978 a vydaný tiskem roku 2010 v nakladatelství dybbuk.
Roku 1976 napsala divadelní hru Soudění, která byla publikována teprve roku 2021. Roku 1981 vydala jako tištěný samizdat s ilustracemi pod ochranou nakladatelství Le La v Ženevě knihu Jeskyně Baradla. Ta patří k vrcholům československého poválečného surrealismu i zcela ojedinělím pojetím dekonstrukce představ o společenské úloze ženy. Roku 1986 byly Eviny básně vydány v antologii Opak zrcadla / Surrealistická poezie a roku 1987 samostatně ve sbírce Samoty a citace pod ochranou značkou ženevského nakladatelství Le La.
Napsala scénář pro animovaný film Otesánek podle Karla J. Erbena. Jan Švankmajer se nakonec rozhodl natočit Otesánka jako celovečerní film s herci a animovaný snímek do něj začlenil.
V textech Evy Švankmajerové se přiznaná i nepřiznaná a vzápětí odmítaná zranitelnost, na níž se váže infantilní potřeba najít viníka, projevuje až sadomasochistickým nutkáním promítat vlastní frustrace a traumata do bezprostředního okolí. Vznikají tak zběsilé, až paranoické, stejně jako chladné a vypočítavě kritické konstrukty, v nichž se stírá hranice mezi realitou a fantazií, zoufalství se mísí a zaměňuje s nadějí, pláč se smíchem a vztek s touhou. V jejích malovaných i komentovaných denících se tak objevují osudové konfese i anekdotické příběhy, dílčí postřehy prostých jednotlivostí i zobecňující maximy, sarkastické polemiky, laskavé blasfémie i nenávistné epištoly.
Eva Švankmajerová je známa svými surrealistickými obrazy, knihami a filmy i v zahraničí. Na filmové tvorbě spolupracovala jako výtvarnice se svým mužem Janem Švankmajerem, ale i dalšími režiséry (mezi jinými s Evaldem Schormem, Jaromilem Jirešem a Jurajem Herzem) a zejména s Jiřím Brdečkou (" Jsouc na řece mlynář jeden").

### Filmografie
- 1964 – Poslední trik pana Schwarcewalldea a pana Edgara (asistentka produkce), režie: Jan Švankmajer
- 1967 – Zahrada (kostýmy), režie: Jan Švankmajer
- 1971 – Jsouc na řece mlynář jeden (výtvarnice), režie: Jiří Brdečka
- 1976 – Laterna magika: Ztracená pohádka (výtvarná spolupráce), režie: Jaromil Jireš
- 1978 – Deváté srdce (výtvarné efekty), režie Juraj Herz
- 1983 – Kyvadlo, jáma a naděje (výtvarná spolupráce), režie: Jan Švankmajer
- 1986 – Jost Burgi – Demystifikace času a prostoru (výtvarnice animovaných pasáží), režie: M. Havas
- 1987 – Laterna magika: Odysseus (výtvarnice animovaných pasáží programu Laterny magiky), režie E. Schorm
- 1987 – Něco z Alenky (výtvarná spolupráce), režie: Jan Švankmajer
- 1994 – Lekce Faust (výtvarná spolupráce), režie: Jan Švankmajer
- 1996 – Spiklenci slasti (výtvarná spolupráce), režie: Jan Švankmajer
- 2000 – Otesánek (výtvarná spolupráce), režie: Jan Švankmajer
- 2005 – Šílení (výtvarná spolupráce), režie: Jan Švankmajer

#### Antologie
- F. Dryje, P. Řezníček (eds.), Letenka do noci (antologie surrealistické poezie), Petrov, Brno 2003, s. 77-90
- S. Glovjuk, D. Dobiáš (eds.), Z věku na věk (antologie české poezie), Moskva 2005, s. 190-195
- J. Nejedlý, R. Kopáč (eds.), Jezdec na delfíně (antologie české erotické literatury 1990-2005), Concordia, Praha 2005
- P. Rosemont, ed., Surrealist Women: An International Anthology, Univ. Texas, Austin 1998, pp. 399-404
- Z. Gabrišová, ed., Milá Mácho - Antologie českých básnířek 1857-2014, Větrné mlýny, Brno 2022

### Zastoupení ve sbírkách
- Národní galerie v Praze
- Tate Gallery[53]
- Alšova jihočeská galerie v Hluboké nad Vltavou
- Galerie umění Karlovy Vary
- Galerie Klatovy / Klenová
- Muzeum umění Olomouc

### Výstavy (výběr)
- 1967 Eva Švankmajerová: Obrazy z let 1964–1966, Galerie mladých, Mánes Praha
- 1969 Eva Švankmajerová, Oblastní muzeum v Písku
- 1970 Eva Švankmajerová, Galerie Nová síň, Praha
- 1971 Eva Švankmajerová: Obrazy, Divadlo hudby OKS, Olomouc
- 1972 Eva Švankmajerová, Galerie Mensch, Hamburk
- 1973 Eva Švankmajerová, Laden Galerie, Berlín
- 1977 Eva Švankmajerová: Útočiště, Muzeum Jana Amose Komenského, Uherský Brod
- 1977 Eva Švankmajerová a Jan Švankmajer: Infantile Lüste, Galerie Sonnerring, Münster
- 1982 Eva Švankmajerová: Desátý dům, Pražský filmový klub
- 1985 Eva Švankmajerová: Utajené vary, Juniorklub Na Chmelnici, Praha
- 1987 Eva Švankmajerová a Jan Švankmajer: Bouillonnements Cachés, Brusel, Tournai
- 1991 Eva Švankmajerová a Jan Švankmajer: La Contamination des sens, Annecy
- 1991/1992 Eva Švankmajerová: Císařský řez, Galerie Václava Špály, Praha
- 1992 Eva Švankmajerová a Jan Švankmajer: Cyfleu breuddwydion / The Communication of Dreams, Cardiff, Bristol
- 1994 Eva Švankmajerová a Jan Švankmajer: El llentguatge de l'analogia, Sitges
- 1995 Eva Švankmajerová a Jan Švankmajer: Athanor, Telluride
- 1997 Eva Švankmajerová a Jan Švankmajer: Sixty One Pieces, Londýn, Mluvící malířství, němá poezie, Obecní galerie Beseda, Praha, Přírodopisný kabinet, Galerie J. Sudka, Praha
- 1998 Eva Švankmajerová a Jan Švankmajer: Anima, Animus, Animace, Galerie U bílého jednorožce, Klatovy, Egon Schiele Art Centrum, Český Krumlov, Oblastní galerie Vysočiny v Jihlavě, Východočeská galerie v Pardubicích
- 1998 Eva Švankmajerová a Jan Švankmajer: Parakabinet, Galerie moderního umění v Hradci Králové
- 2001 Eva Švankmajerová a Jan Švankmajer: Imaginativní oko, imaginativní ruka, Galerie Jiřího a Běly Kolářových, Praha
- 2002 Eva Švankmajerová a Jan Švankmajer: Bouche à bouche, Annecy
- 2003 Eva Švankmajerová a Jan Švankmajer, Galerie les yeux fertiles, Paříž
- 2003 Eva Švankmajerová a Jan Švankmajer: Mediumní kresby a fetiše, Nová Paka, Animazione della memoria - Memoria dell´animazioonne, Palazzo Pigorini a Galleria San Ludovico, Parma
- 2004 Eva Švankmajerová a Jan Švankmajer: Paměť animace, animace paměti, Galerie města Plzně, (19. února – 4. dubna 2004)
- 2004 Portrét, Výstavní síň Sokolovská 26, Ostrava
- 2004 Eva Švankmajerová a Jan Švankmajer: Jídlo, retrospektivní výstava 1958–2004, Jízdárna Pražského hradu, (4. června – 19. září 2004)
- 2005 Eva Švankmajerová a Jan Švankmajer: Gaudia, The Museum of Modern Art, Hayama, Nitsu Museum of Art, Japonsko
- 2006 Eva Švankmajerová, Deník 1963–2005, Galerie Václava Špály, Praha, (2. 1. 2006 – 26. 2. 2006)
- 2007 Jan Švankmajer, Eva Švankmajerová, Laforet Harajuku, Tokio
- 2010 Transmutación de los sentidos, Muces, Evropský filmový festival Segovia
- 2011 Jan Švankmajer, Eva Švankmajerová, Laforet Harajuku, Tokio
- 2012 Jan Švankmajer, Eva Švankmajerová, Bunka Hakubutsukan, Kjóto
- 2012 Jiný vzduch, Skupina československých surrealistů, Staroměstská radnice Praha, České centrum, Brusel
- 2014 Metamorfosis, Centre de la Cultura Contemporania de Barcelona
- 2015 Eva Švankmajerová 75-10/ Obrazy a kresby, Staroměstská radnice, Praha
- 2018 Eva Švankmajerová, Vše marno, Kostelec nad Černými lesy
- 2018-2022 Wonderland, Melbourne, Wellington, Singapur, Perth
- 2019 The Medium´s Medium, The Gallery of Everything, Londýn
- 2019/2020 Eva Švankmajerová a Jan Švankmajer, Move Little Hands, Move!, Kunsthalle im Lippsiusbau, Dresden
- 2024 Eva Švankmajerová a Jan Švankmajer, Disegno Interno, GASK Kutná Hora[54]
- 2024 Eva Švankmajerová, Emancipation (1967/69), The Gallery of Everything, Frieze Masters Londýn[55][56]
- 2025 Eva Švankmajerová, retrospektiva, DOX, Praha

## Ocenění
Eva Švankmajerová je držitelkou celkem 5 Českých lvů – za nejlepší výtvarný počin za filmy Lekce Faust a Šílení, za nejlepší výtvarné řešení za film Otesánek a za nejlepší filmový plakát k filmům Otesánek a Šílení.